# Campagna di Vicksburg
La campagna di Vicksburg fu una serie di manovre militari e battaglie svoltesi nel Teatro Occidentale della guerra di secessione americana dirette contro Vicksburg nello Stato del Mississippi al fine di conquistarla; essa era una città fortificata che dominava l'ultima sezione del fiume Mississippi ancora controllata dagli Stati Confederati d'America.
L'Armata del Tennessee sotto la guida del maggior generale Ulysses S. Grant acquisì infine il pieno controllo del fiume occupando la fortezza e sconfiggendo le forze lì insediate al comando di John Clifford Pemberton.

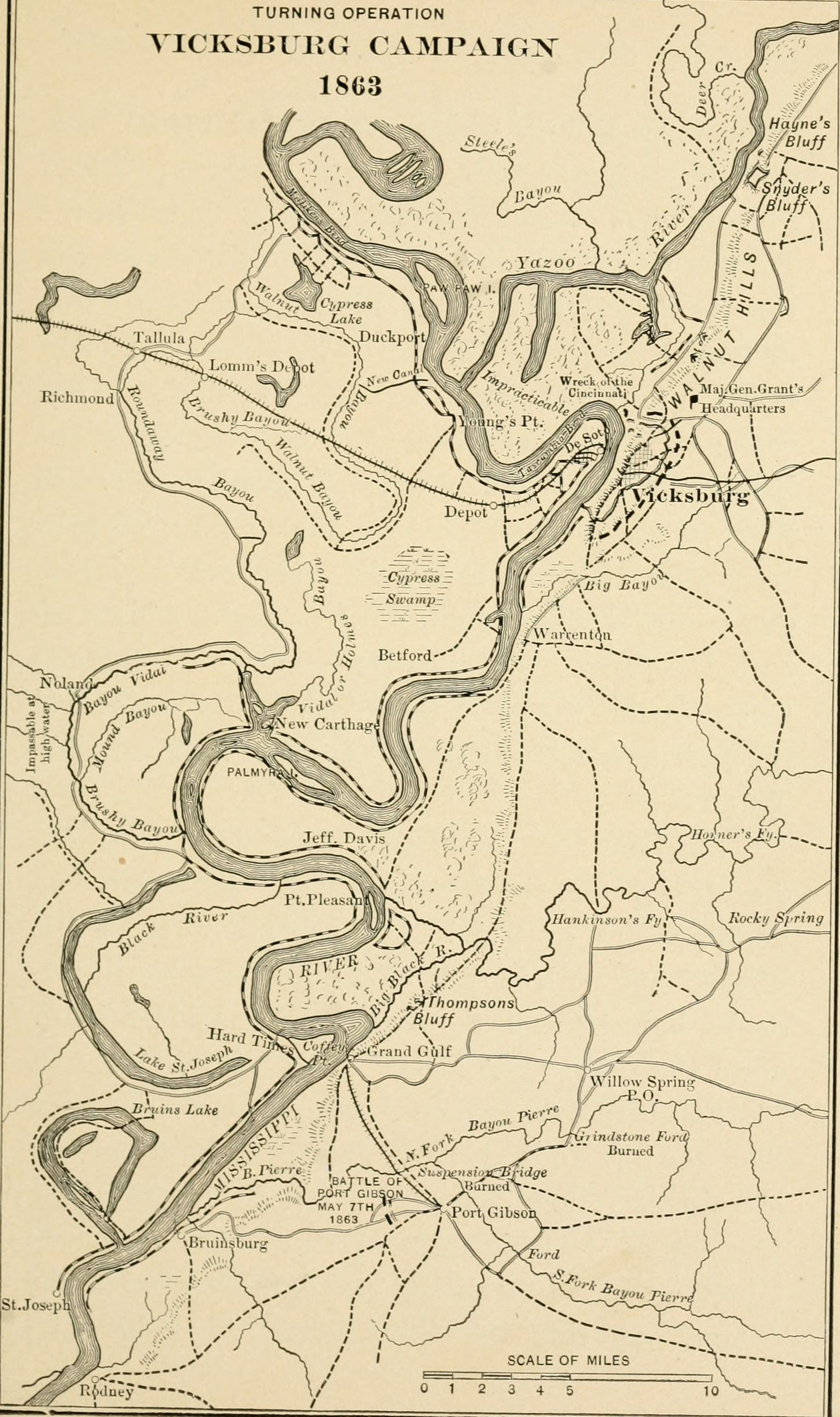
Le anse del fiume fiume Mississippi interessate dalla campagna.

La campagna consistette in numerose importanti operazioni navali, in movimenti di truppe, in spedizioni ed iniziative fallite e in undici diverse battaglie distinte, combattute dal 26 dicembre 1862 fino al 4 luglio dell'anno seguente; il giorno della resa finale nell'assedio di Vicksburg nonché l'anniversario della Dichiarazione d'indipendenza degli Stati Uniti d'America.
Gli storici e strateghi militari la suddividono in due fasi formali: una prima consistente nelle operazioni contro Vicksburg (dal dicembre 1862 al gennaio 1863) ed una successiva costituita dalle operazioni di Grant contro Vicksburg (da marzo a luglio del 1863).
Il generale unionista pianificò inizialmente un duplice approccio in cui previde che metà del suo esercito, condotto da William Tecumseh Sherman, sarebbe dovuto avanzare sino al fiume Yazoo e avrebbe quindi tentato di raggiungere la città da Nordest, mentre Grant avrebbe preso il resto dell'Armata per guidarla verso Sud seguendo la linea della "Mississippi Central Railroad".
Questo obiettivo attraverso un'operazione su due fronti fu però destinato a concludersi con un fallimento ed entrambe le iniziative vennero quindi presto abbandonate. Grant condurrà anche tutta una serie di "esperimenti" o spedizioni - le "Grant's Bayou Operations" - che tentarono di consentire l'accesso alla via fluviale partendo da Sud e quindi al di fuori della portata delle batterie d'artiglieria di Vicksburg. Anche tutte queste iniziative non portarono ad alcun risultato significativamente concreto.
Alla fine le cannoniere dell'Union Navy e le imbarcazioni adibite al trasporto delle truppe e degli approvvigionamenti dovettero gestire e fare affidamento solamente su se stesse contro le batterie cittadine, giungendo ad incontrarsi con gli uomini di Grant che avevano invece marciato via terra entro i confini della Louisiana. Il 29 e 30 aprile 1863 l'Union Army attraversò il grande fiume e giunse a Bruinsburg.
Un'elaborata serie di dimostrazioni e diversivi ingannò completamente i confederati tanto che gli sbarchi riuscirono ad avvenire senza incontrare alcuna opposizione; nei 17 giorni successivi Grant manovrò la propria Armata nell'entroterra e vinse cinque battaglie, conquistò la capitale dello Stato Jackson dopo la battaglia di Jackson (Mississippi) ed infine cinse sotto stretto assedio la fortificazione di Vicksburg.
A seguito della resa da parte dell'esercito di Pemberton il 4 luglio - un giorno dopo la parallela sconfitta confederata alla battaglia di Gettysburg avvenuta nel Teatro Orientale e Giorno dell'Indipendenza - e quando l'assedio di Port Hudson (guarnigione sudista situata tra la Parrocchia di East Baton Rouge e la Parrocchia di East Feliciana) si risolse con esito positivo grazie al contributo fondamentale apportatovi dal generale Nathaniel Banks cinque giorni dopo, sia il Texas che l'Arkansas secessionisti furono a tutti gli effetti tagliati fuori dalla Confederazione e dall'intero corso del Mississippi.
Il fiume era così ancora una volta tornato ad essere aperto al commercio settentrionale il quale poté raggiungere senza incontrare più ostacoli il Golfo del Messico, ma soprattutto era caduto nelle mani dell'Unione nella sua qualità di linea privilegiata di rifornimento per l'esercito.
La campagna di Grant a Vicksburg viene studiata come un capolavoro di operazioni militari ed un punto di svolta della guerra di secessione. Da questo momento in poi le vettovaglie e i rinforzi provenienti dal Teatro Trans-Mississippi risultarono per il Sud irrimediabilmente perduti.

## Contesto

### Situazione militare
La città di Vicksburg risultava essere per i confederati strategicamente assai importante, tanto che il presidente Sudista ebbe modo di dichiarare che ""Vicksburg è il chiodo che tiene insieme le due metà del Sud"; essa bloccava difatti la possibilità di navigazione da parte dell'Union Navy lungo il medio corso del fiume Mississippi e - assieme ad avere il controllo della foce del Red River e di "Port Hudson" (nella Louisiana) a Sud - consentiva il mantenimento di contatti con gli Stati ad Ovest del grande fiume, su cui i confederati dipendevano ampiamente per i cavalli, il bestiame e finanche i rinforzi. Conquistare Vicksburg e Port Hudson non solo avrebbe isolato un terzo del suo territorio ma avrebbe tagliato tutti i suoi commerci e rifornimenti: le armi e il cibo provenienti dall'Europa attraverso la frontiera col Messico, il bestiame del Texas, lo zucchero e la melassa della Louisiana e il piombo del Missouri passavano per la ferrovia di Vicksburg e ciò la rendeva critica per la sopravvivenza del Sud.

Localizzazione della regione del delta del Mississippi, con Vicksubrg posta nella punta estrema meridionale.

Le sue difese naturali erano ideali, guadagnandosi velocemente il soprannome di "Rocca di Gibilterra della Confederazione; si trovava su un alto promontorio dominante una curva a forma di ferro di cavallo sul fiume (la cosiddetta penisola DeSoto), rendendo quasi impossibile avvicinarsi con una nave.
A Nord e ad Est vi era l'ampia regione del delta del Mississippi (a volte nota come "delta fluviale di Yazoo City"), un'area di 320 km da Nord a Sud e fino ad 80 km di diametro descritta dal geografo Warren E. Grabau come una "rete sorprendentemente complessa di canali navigabili che si intersecano tra loro" ed alcuni dei quali percorribili solamente da piccoli battelli a vapore.

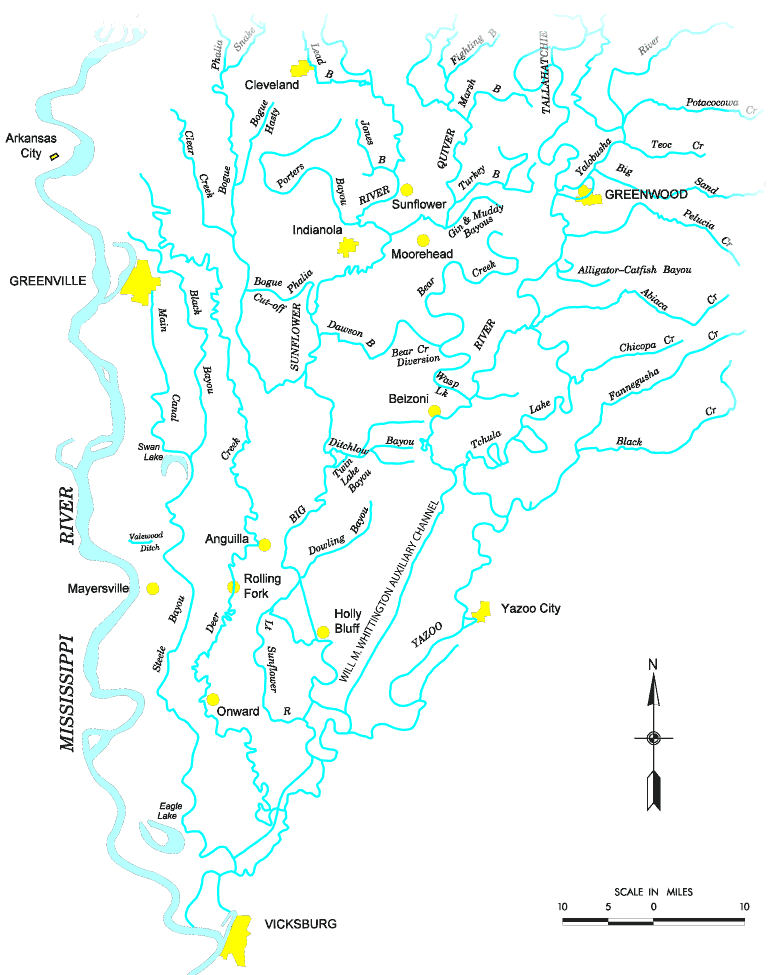
Il fiume Yazoo con i suoi affluenti scorre da Greenwood fino a Vicksburg.

Le regioni tra i percorsi fluviali e le baie formavano bacini chiusi denominati "backswamp", che Grabou descrive: "allagati o meno, i backswamp erano, ad ogni scopo pratico, irrimediabilmente selvaggi, completamente impraticabili da un uomo a cavallo o da qualsiasi specie di veicoli a ruote, e molto difficile da praticare anche per un uomo a piedi".
Per circa 20 km sulle rive dello Yazoo si trovavano batterie d'artiglieria sudista e vaste opere di trinceramento. Anche il territorio della Louisiana ad Ovest di Vicksburg rappresentava una situazione logistica variamente irta di difficoltà, percorso com'era da innumerevoli ruscelli e con povere stradicciole di campagna, diffuse alluvioni invernali: si trovava inoltre sulla sponda opposta rispetto ala fortezza.
Il centro urbano si era già trovato sotto attacco navale; l'ammiraglio David G. Farragut cominciò a risalire il fiume a seguito ella Battaglia di New Orleans ed il 18 maggio 1862 ne richiese la resa. Il comandante unionista non aveva però truppe sufficienti per costringere i riottosi con la forza, tanto che poco dopo dovette tornarsene indietro fino a New Orleans, per riprendere il discorso con una flottiglia a giugno; i tentativi svolti tra il 26 e il 28 di continuare a bombardare la fortezza fino alla resa fallirono.
I bombardamenti proseguirono anche per tutto il mese di luglio e vennero combattute alcune battaglie minori con le imbarcazioni Sudiste della zona, seppur le loro forze continuarono a rivelarsi del tutto insufficienti per tentare uno sbarco in grande stile, fino a quando non abbandonarono gli sforzi intesi a forzare alla resa la città. Farragut indagò anche sulla possibilità di scavalcare le scogliere fortificate scavando un canale attraverso il collo della curva del fiume, per l'appunto la "penisola di DeSoto".
Il 28 giugno il Brigadier generale Thomas R. Williams, collegato al comando dell'ammiraglio, iniziò i lavori di scavo sul canale impiegando sia la popolazione locale che alcuni soldati; molti degli uomini caddero vittime di malattie tropicali e di ipertermia; l'opera venne abbandonata il 24 luglio e lo stesso Williams rimarrà ucciso due settimane dopo nella Battaglia di Baton Rouge (1862).

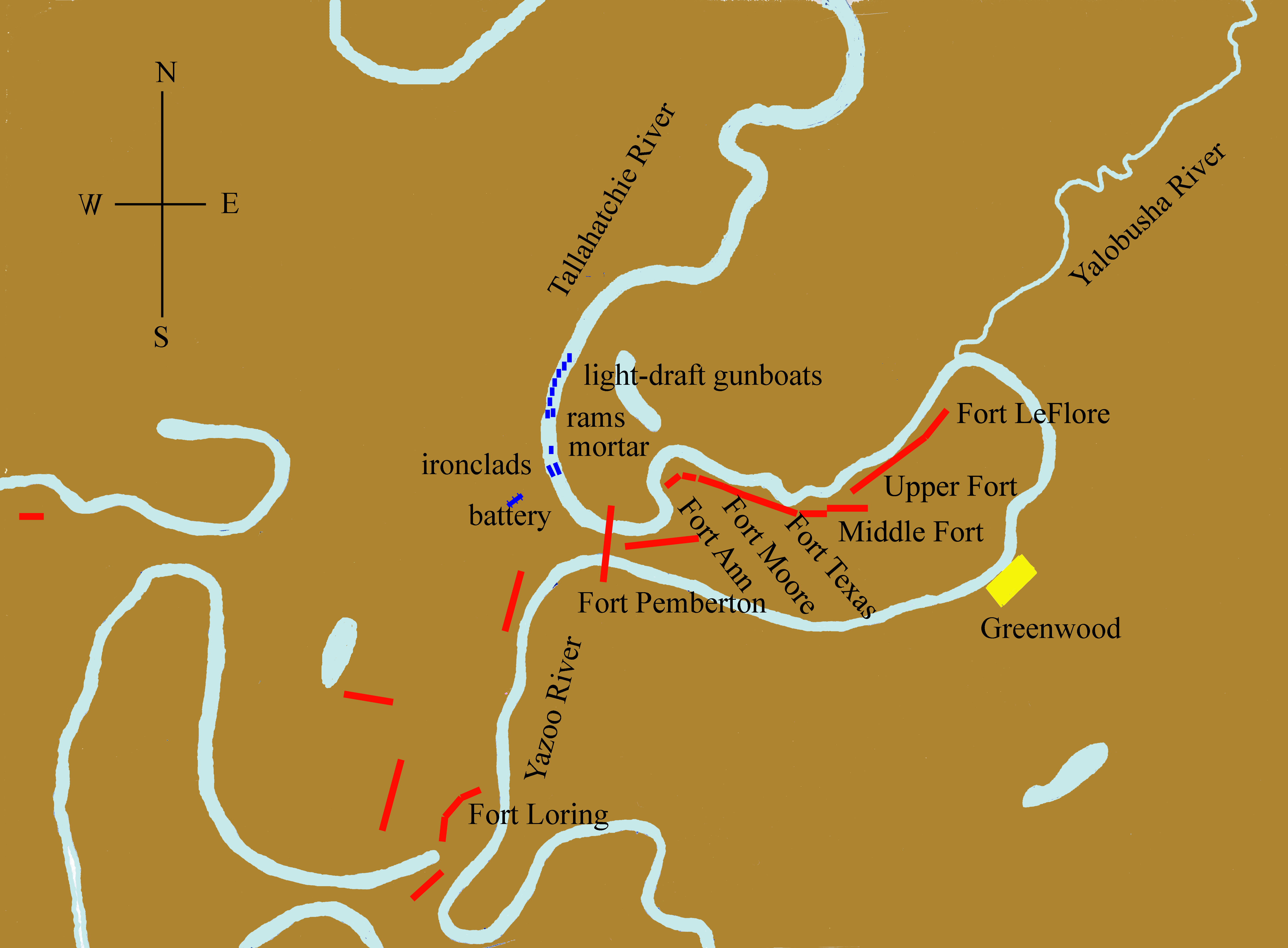
Fort Pemberton e gli altri fortini asserragliati attorno a Greenwood e lungo lo Yazoo.

In autunno il Maggior generale Henry Halleck fu promosso dal comando del teatro occidentale a comandante generale dell'esercito statunitense. Il 23 novembre indicò a Grant la sua preferenza nei riguardi di una mossa decisiva lungo il Mississippi proprio all'altezza di Vicksburg; secondo il proprio stile lasciò una considerevole libertà d'iniziativa nella progettazione di una campagna "ad hoc", un'opportunità che il combattivo Grant afferrò al volo.
Halleck ricevette critiche per non aver fatto subito trasferire via terra l'esercito da Memphis, per potersi impossessare di Vicksburg già durante l'estate, quando si trovava al comando sulla scena delle operazioni; credette invece che a Marina avrebbe potuto riuscire a conquistare la fortezza utilizzando solo le proprie forze, non essendo a conoscenza che invece non era sufficientemente equipaggiata con truppe di terra atte a portare a termine l'opera.
La maniera in cui si sarebbe ancora potuto raggiungere un discreto successo entro l'estate del 1862 non fu più possibile già entro novembre, in quanto la guarnigione confederata era stata in quel breve lasso di tempo ampiamente rafforzata. Anche un'affidabile navigazione lungo il corso del fiume era una faccenda stagionale e la caduta naturale del livello delle acque durante i mesi autunnali e invernali limitava di molto l'utilità stessa dell'Union Navy in loco, oltre che il pescaggio utilizzabile dei battelli fluviali e la quantità di uomini, materiali ed attrezzature che avrebbero potuto essere trasportate in loco.

Localizzazione della Contea di Marshall con la sua capitale Holly Springs.

L'Armata di Grant marciò verso Sud lungo la "Mississippi Central Railroad", facendo di Holly Springs una propria base avanzata; egli progettò un assalto a due punte nella direzione di Vicksburg. Il suo principale subordinato, William Tecumseh Sherman, avrebbe dovuto avanzare lungo le rive del fiume con 4 divisioni (all'incirca 32 000 uomini), mentre Grant avrebbe continuato con le forze rimanenti (40 000 effettivi) seguendo la linea ferroviaria conducente ad Oxford ed ove avrebbe atteso gli sviluppi, nella speranza di attirare l'esercito confederato fuori dalla città per poterlo attaccare nelle vicinanze di Grenada.

Localizzazione della Contea di Grenada con la sua capitale Grenada.

Sul lato confederato le forze del Mississippi si trovavano sotto il comando di John Clifford Pemberton, un ufficiale della Pennsylvania che aveva scelto di combattere per i secessionisti; egli poteva contare su circa 12 000 uomini tra Vicksburg e Jackson, laddove Earl Van Dorn ne contava almeno altri 24 000 a Grenada.
Nel frattempo le forze politiche erano al lavoro; la presidenza di Abraham Lincoln aveva già da tempo riconosciuto l'importanza di Vicksburg e lo stesso Abraham Lincoln aveva scritto che ""Vicksburg è la chiave... La guerra non potrà mai essere chiusa fino a quando quella chiave non sarà nella nostra tasca". Il presidente immaginò anche un'offensiva su due fronti, uno a Sud e l'altro a Nord della valle del fiume; John Alexander McClernand, un esponente "War Democrat", era riuscito a convincere Lincoln di poter guidare un esercito lungo il fiume per prendere Vicksburg.
Il presidente approvò di fatto la sua proposta e volle che il maggiore Nathaniel Banks avanzasse in contemporanea partendo dalla base di New Orleans. McClernand cominciò quindi ad organizzare i reggimenti mandandoli a Memphis. Tornato a Washington Halleck era però alquanto nervoso nei confronti di McClernand e diede a Grant il controllo di tutte le truppe situate nello stesso dipartimento; l'Armata di McClernand fu quindi suddivisa in due corpi, uno guidato da lui stesso e l'altro da Sherman. McClernand ebbe l'occasione di lamentarsene, ma senza alcun risultato.
Grant potrà quindi appropriarsi dell'intero esercito, una delle numerose manovre effettuate all'interno di una disputa privata nell'Union Army tra lo stesso Grant e McClernand la quale continuò per tutto il corso della campagna.

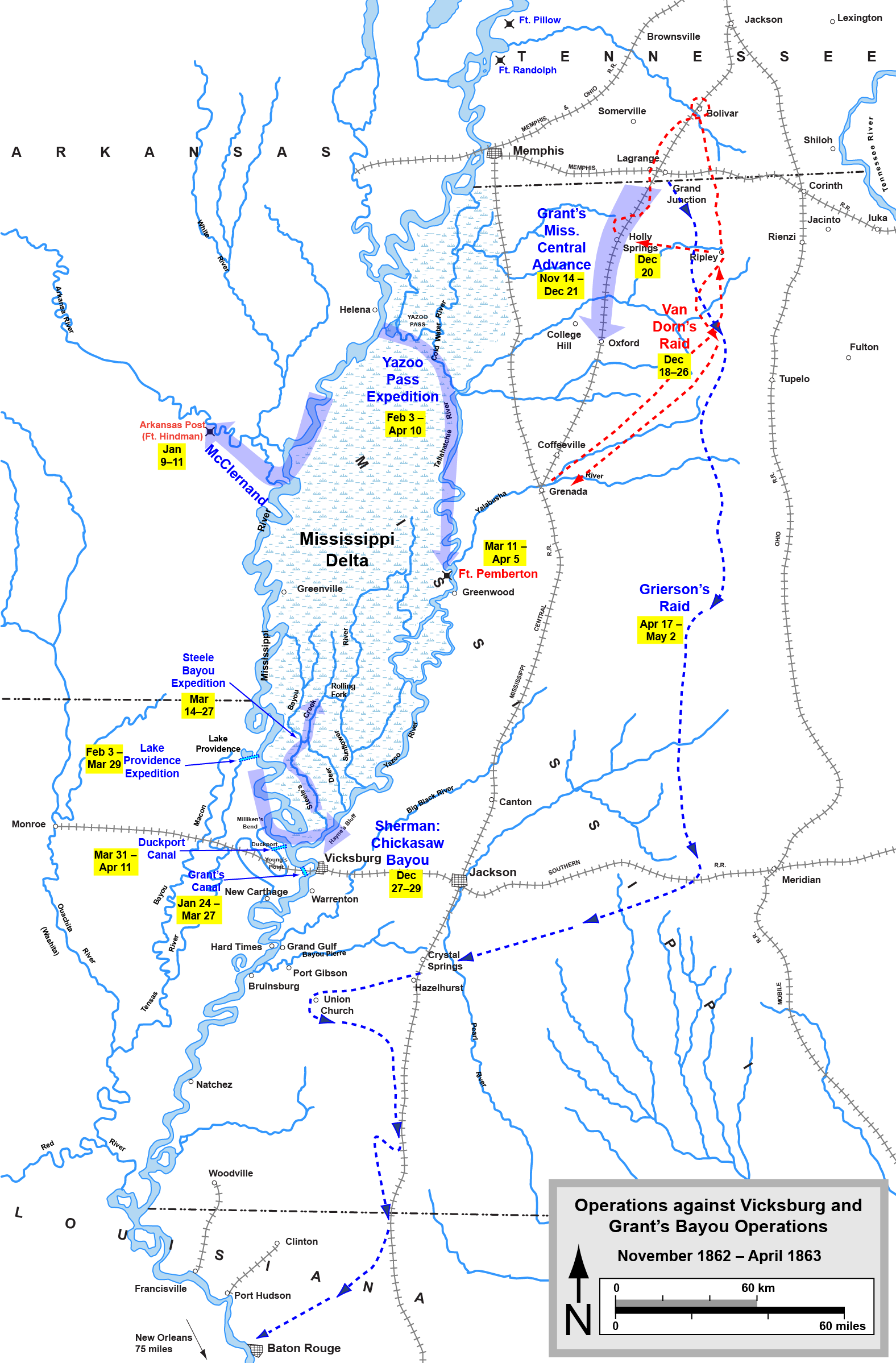
Le operazioni contro Vicksburg e le "Grant's Bayou Operations" tra dicembre e marzo.
Confederazione
Unione

Localizzazione della Contea di Warren con la sua capitale Vicksburg.

     Confederazione
     Unione

## Operazioni contro Vicksburg
La 1ª fase delle operazioni contro Vicksburg comprende le due battaglie seguenti:
- Battaglia di Chickasaw Bluffs (26-29 dicembre);
- Battaglia di Fort Hindman (9-11 gennaio).

### Battaglia di Chickasaw Bluffs
Sherman giunse con tre divisioni alla "Johnson's Plantation" sul fiume Yazoo con l'intento di avvicinarsi alle difese cittadine da Nord-est. A partire dal 27 dicembre i federali cominciarono a spingere le loro linee in avanti attraverso le paludi verso le "Walnut Hills" circostanti che erano fortemente difese. Il giorno seguente vennero compiuti diversi ma tutti inutili tentativi per aggirarle. Il giorno 29 Sherman ordinò un assalto in campo aperto il quale fu respinto con pesanti perdite costringendo ad un ritiro generale.
Durante questo periodo la metà dell'Armata impegnata nell'offensiva terrestre stava oramai fallendo; per d più le sue linee di comunicazione furono interrotte per colpa delle incursioni realizzate da Earl Van Dorn e Nathan Bedford Forrest le quali riuscirono a distruggere il grande deposito di rifornimenti situato a Holly Springs. Del tutto incapace di proseguire in tali condizioni Grant dovrà - almeno temporaneamente - abbandonare l'idea di una campagna terrestre frontale.

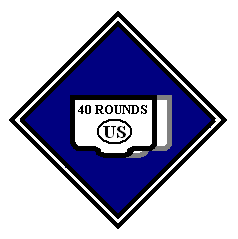
Il vessillo del XV corpo/3ª Divisione posto sotto il comando di Sherman.

All'inizio di gennaio McClernand arrivò a Memphis col corpo che aveva reclutato, il XIII guidato da George Washington Morgan, ed iniziò la sua operazione lungo il fiume. Il 4 gennaio ordinò a Sherman di aggregare anche il suo XV corpo alla spedizione, chiamando così a raccolta una forza combinata composta da 32 000 effettivi ribattezzati Armata del Mississippi.
Questa risultò essere una provocazione diretta contro Grant, ma Sherman accettò comunque le direttive dell'ufficiale superiore; suggerì d'iniziare con un movimento combinato navale e terrestre contro Fort Hindman posizionato sulle rive del fiume Arkansas nell'antico accampamento colonico di "Arkansas Post", a 50 miglia dalla confluenza con il Mississippi; una base da cui le cannoniere confederate attaccavano le navi unioniste sul fiume. La spedizione iniziò senza nemmeno avvisare preventivamente Grant.

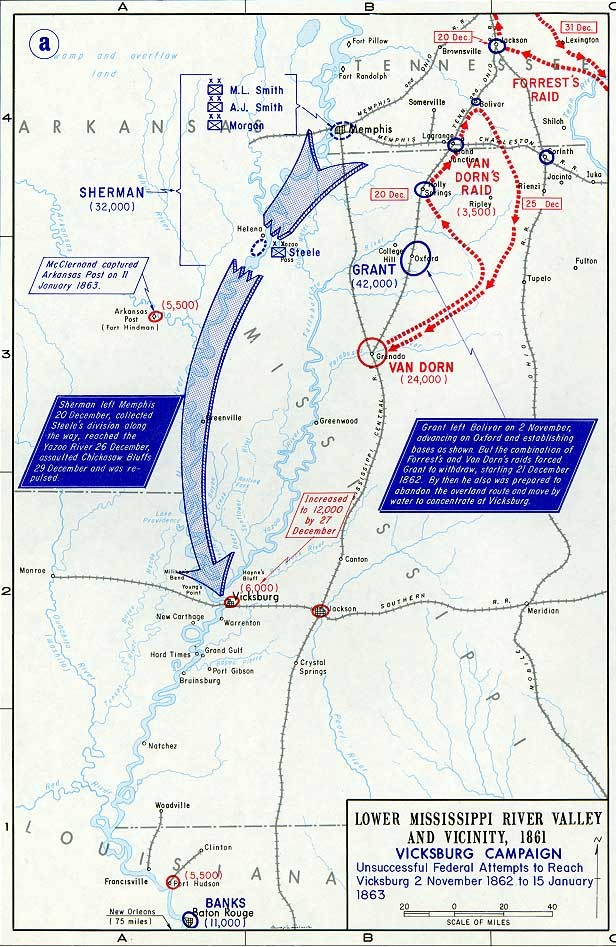
La 1ª fase da novembre a gennaio.

### Battaglia di Fort Hindman
Le imbarcazioni dell'Union Navy comandate dal Retroammiraglio David Dixon Porter cominciarono a far sbarcare truppe nei pressi dell'Arkansas Post la sera del 9 gennaio le quali presero a salire lungo le sponde del corso d'acqua in direzione del fortino. Il corpo di Sherman scavalcò le trincee confederate e i difensori si ritirano asserragliandosi a protezione della struttura e delle adiacenti buche dotate di cannoncini e pezzi d'artiglieria.
Il giorno successivo Porter fece muovere la flotta verso Hidman dando il via a massicci bombardamenti sul forte, interrompendosi solo all'imbrunire. Gli artiglieri unionisti aprirono il fuoco dalle posizioni lungo il fiume l'11 gennaio, dando il tempo e lo spazio necessario alla fanteria per muoversi in posizione per un attacco. Le corazzate ripresero a tenere sotto i loro fuoco incrociato il forte e la flottiglia di Porter si premunì per impedire ogni via di ritirata.
Come conseguenza di questo accerchiamento terra-mare e dell'attacco concentrico portato avanti dalle truppe di Morgan il comando confederato si arrese in quello stesso pomeriggio. Sebbene le perdite unioniste fossero state elevate e la vittoria non contribuì sostanzialmente alla caduta di Vicksburg, riuscì ad eliminare un ulteriore ostacolo alle spedizioni Nordiste sul Mississippi.
Grant non fu felice di sapere che McClernand aveva condotto l'intera operazione senza la sua previa approvazione e la venne a considerare come una distrazione dal suo principale obiettivo, ossia la conquista di Vicksburg, ma poiché aveva avuto successo e il suo collega ed alleato Sherman l'aveva suggerita non intraprese alcuna azione punitiva. Ordinò tuttavia a McClernand di tornare lungo il Mississippi ed assunse il comando personale della campagna in corso il 13 gennaio a "Milliken's Bend" nella Parrocchia di Madison, 15 miglia a Nord-ovest da Vicksburg in pieno territorio della Louisiana.

## Grant's Bayou Operations
Quell'inverno Grant condusse una serie d'iniziative - denominate "Grant's Bayou Operations" - per cercare d'avvicinarsi sempre più al proprio obiettivo primario, la cattura di Vicksburg. Il loro tema principale fu utilizzare o costruire vie d'acqua alternative di modo che le truppe di fanteria potessero essere posizionate a poca distanza dalla città, senza dover richiedere un approccio diretto sul fiume il quale rimaneva sotto il tiro delle armi nemiche.

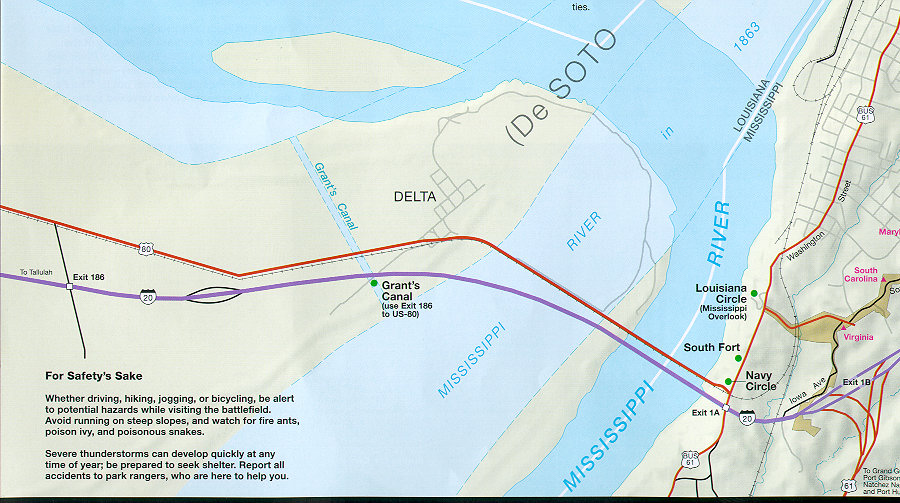
Il canale di Grant.

### Canale di Grant
Il cosiddetto "Canale Williams" attraverso la "penisola di De Soto" era stato abbandonato sia da Farragut che da Thomas R. Williams nel luglio del 1862, ma continuava ad avere il potenziale adatto per offrire un percorso a valle che scavalcasse le artiglierie della fortificazione cittadina. Verso la fine di gennaio gli uomini di Sherman sollecitati da Grant - il quale era stato a sua volta consigliato dalla Marina con i favori della presidenza di Abraham Lincoln - ripresero a scavare il canale.

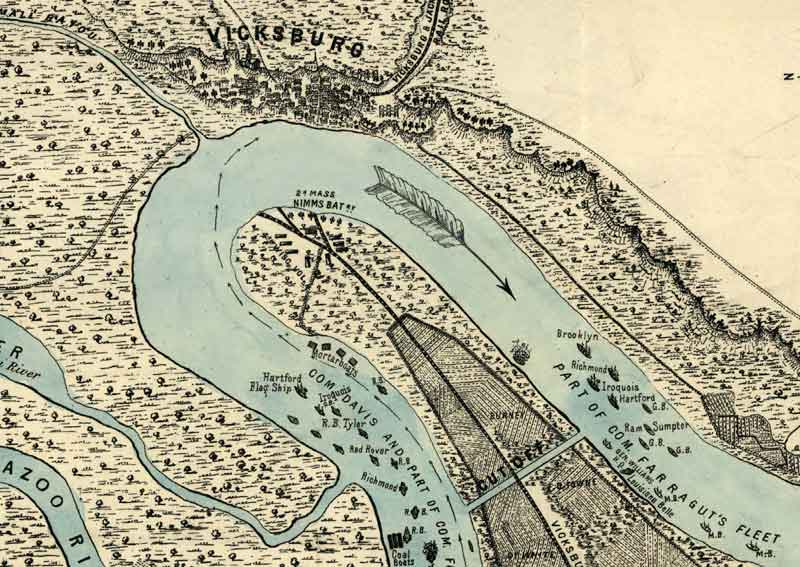
Dettaglio del canale di Grant che taglia l'ansa del fiume Mississippi all'altezza della "penisola di De Soto".

Sherman chiamò ironicamente il lavoro "Butler's Ditch" (dato che era stato B. Butler ad aver inviato inizialmente Williams a risalire il corso del fiume per dare il via all'opera); esso era largo appena 6 piedi e profondo altrettanto. Grant, indubbiamente influenzato dalle continue inchieste di Abraham Lincoln volti ad accertare lo stato dei lavori sul canale, ordinò a Sherman di farlo espandere fino a raggiungere i 60 piedi di larghezza e i 7 di profondità: lo sforzo così intrapreso divenne presto noto come "Canale di Grant".
Non era tuttavia stato progettato correttamente in base all'idrologia del Mississippi tanto che un aumento improvviso del livello del fiume sfondò la diga posta alla testa del canale e allagò l'intera area; esso cominciò quindi a riempirsi d'acqua e sedimenti. In uno sforzo disperato per salvare il progetto due enormi draghe mitragliatrici spinte a vapore, la Hercules e la Sampson, tentarono di liberare il canale, ma si trovarono presto esposte al fuoco dell'artiglieria confederata sia dalle scogliere che dalla città e pertanto cacciate via.
Intorno alla fine di marzo i lavori vennero quindi abbandonati: i resti di circa 200 m di canalizzazione vengono ai giorni nostri gestiti dal "Vicksburg National Military Park".

La localizzazione del Lake Providence nella Parrocchia di East Carroll.

### Spedizione Lake Providence
Grant ordinò quindi a James B. McPherson di avviare la costruzione di un canale di diverse centinaia di metri che potesse condurre dal Mississippi al Lake Providence posto a Nord-ovest della città. Ciò avrebbe consentito il passaggio al Red River attraverso "Bayou Baxter" e Macon, la parrocchia di Tensas e il "Big Black River". Raggiunto in tal modo il Red River l'Armata di Grant avrebbe potuto riunirsi all'esercito di Banks acquartierato nei pressi di "Port Hudson".
Il 18 marzo McPherson riferì che la connessione risultava ora essere navigabile, ma le poche ordinarie imbarcazioni provenienti dal fiume Ohio che erano state inviate a Grant per la navigazione della baia avrebbero potuto trasportare non più di 8 500 uomini; troppo pochi per fare la differenza a Port Hudson. Sebbene questa sia stata l'unica delle "spedizioni Bayou" a superare con successo le difese di Vicksburg lo storico Ed Bearss definisce l'episodio il "Lake Providence Boondoggle" (spreco di tempo e denaro). 

### Spedizione di Yazoo Pass
Il tentativo seguente fu quello di raggiungere l'altopiano delle scogliere in löss appena al di sopra di "Hayne's Bluff" e sotto Yazoo City, facendo esplodere l'argine del Mississippi vicino a "Moon Lake" all'incirca 240 km a Nord della fortificazione in prossimità di Helena (Arkansas).

La localizzazione della Contea di Leflore con la sua capitale Greenwood.

Seguendo poi lo "Yazoo Pass", un vecchio itinerario che andava dalla città di Yazoo fino a Memphis, ridotto dalla costruzione di un argine nel 1856 che ne sigillò il passaggio dal fiume Mississippi a Moon Lake; per proseguire quindi nel "Coldwater River", a seguire sul "Tallahatchie River" ed infine infilarsi nello Yazoo all'altezza di Greenwood.
Le prime dighe vennero fatte saltare in aria il 3 febbraio, iniziando quella che fu chiamata "Spedizione di Yazoo Pass"; una decina di imbarcazioni guidate dal Luogotenente Watson Smith e con truppe ausiliarie e militari sotto il comando di Benjamin Prentiss cominciarono a muoversi attraverso il passo il giorno 7. L'alta visibilità permise altresì agli avversari di spazzare via ogni cosa si trovasse sul ponte delle cannoniere; in aggiunta i confederati abbatterono gli alberi posti a bassa quota per bloccare il passaggio
Tali ritardi permetterono ai Sudisti di costruire rapidamente un "Fort Pemberton" nelle immediate vicinanze della confluenza dei fiumi Tallahatchie e Yalobusha vicino a Greenwood; in tal modo riuscirono a respingere la forza navale inviatagli contro per tre tornate successive l'11, il 14 e il 16 marzo. L'impegno profuso dall'Unione crollò definitivamente all'inizio di aprile.

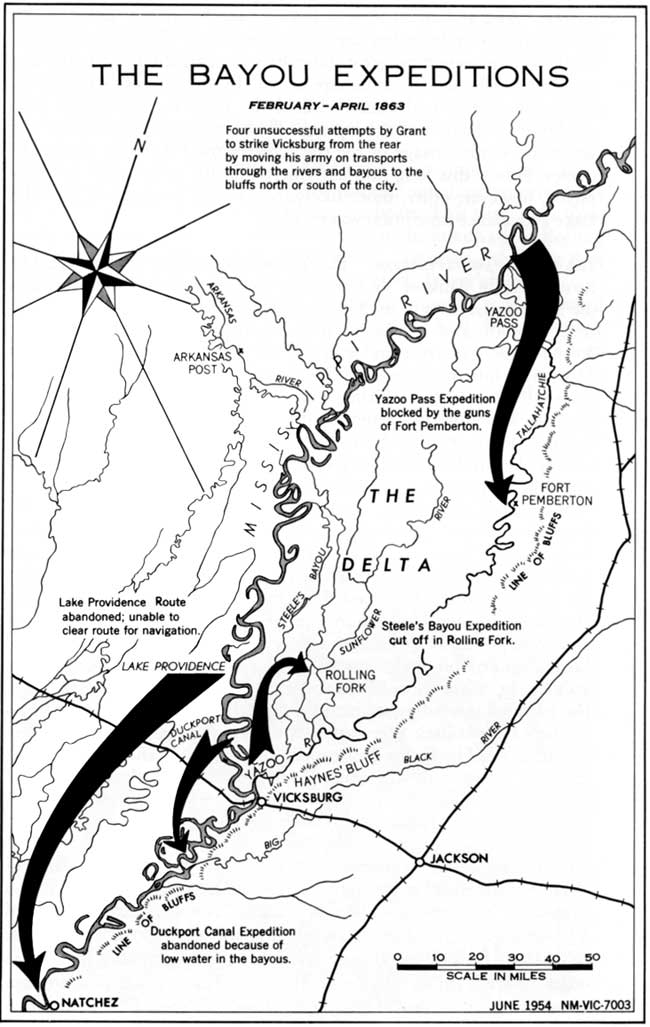
Luoghi della Spedizione di Steele's Bayou.

### Spedizione di Steele's Bayou
L'Ammiraglio Porter diede il via a un nuovo sforzo già il giorno 14 per risalire il delta fluviale dello Yazoo attraverso lo "Steele's Bayou", appena a Nord di Vicksburg sul "Deer Creek"; la mossa avrebbe aggirato Fort Pemberton e permesso lo sbarco delle truppe tra Yazoo City e la fortificazione centrale. Ancora una volta i confederati abbatterono gli alberi sul loro cammino e le canne lunghe e pieghevoli di Salix s'impadronirono delle ruote a pale delle barche facendole così inceppare.
La flottiglia unionista rimarrà quindi completamente immobilizzata, con la fanteria e la cavalleria Sudista che minacciarono seriamente di catturarle; Sherman fu costretto a far inviare i propri fanti in assistenza per cercare di respingere i confederati che continuavano a tormentare Porter, ma ad un certo punto l'approccio tentato da quest'ultimo fu abbandonato in quanto di troppo difficoltosa realizzazione.

### Canale Duckport
L'ultimo tentativo messo in pratica da Grant fu quello di scavare un altro canale da " Duckport Landing" a "Walnut Bayou", con lo scopo di far passare le imbarcazioni più leggere oltre Vicksburg. Quando il 6 aprile i lavori si trovavano quasi in fase terminale i livelli dell'acqua stavano però diminuendo, tanto che solamente la nave cargo più leggera riuscì a passare; Grant abbandonò anche questo canale per iniziare a pianificare delle nuove tattiche.
Da dicembre a marzo inoltrato, includendovi "Chickasaw Bayou" e l'avanzata centrale del Mississippi, ben 7 iniziative o "esperimenti" di Grant avevano fallito; egli affermò nelle proprie memorie di aver intrapreso questi progetti principalmente per tenere impegnate le truppe durante i mesi invernali pieni di allagamenti e malattie e che non aveva alcuna aspettativa di successo; ma la corrispondenza di Grant del periodo sembra contraddirlo.

## Pianificazione della campagna del 1863 e movimenti iniziali
Tutte le "operazioni di Bayou" si erano rivelate dei totali fallimenti, ma Grant era noto per la sua determinazione ostinata e non voleva smettere.
La sua opzione finale era audace ma rischiosa: far marciare l'esercito lungo il lato Ovest del Mississippi, attraversare il fiume a Sud di Vicksburg e attaccarla da Sud-est unendosi con l'armata di Banks, prima catturando Port Hudson e poi riducendo insieme la città alla resa; Porter avrebbe invece dovuto sgattaiolare oltre le linee del fuoco nemico per ottenere sufficienti cannoniere e navi da trasporto a Sud. Una volta completato il passaggio a valle non sarebbero più state in grado di tornare dietro i cannoni Sudisti perché la corrente del fiume li avrebbe rallentate troppo.
Il 29 marzo McClernand mise le sue truppe al lavoro per costruire una strada di tronchi dotata di ponteggi lungo le coste; riempirono anche le paludi che si trovarono di fronte e dal 17 aprile iniziarono a percorrere un tortuoso passaggio lungo 110 km da "Milliken's Bend" fino all'incrocio del fiume proposto ad "Hard Times" nella Louisiana, proprio al di sotto di Vicksburg.

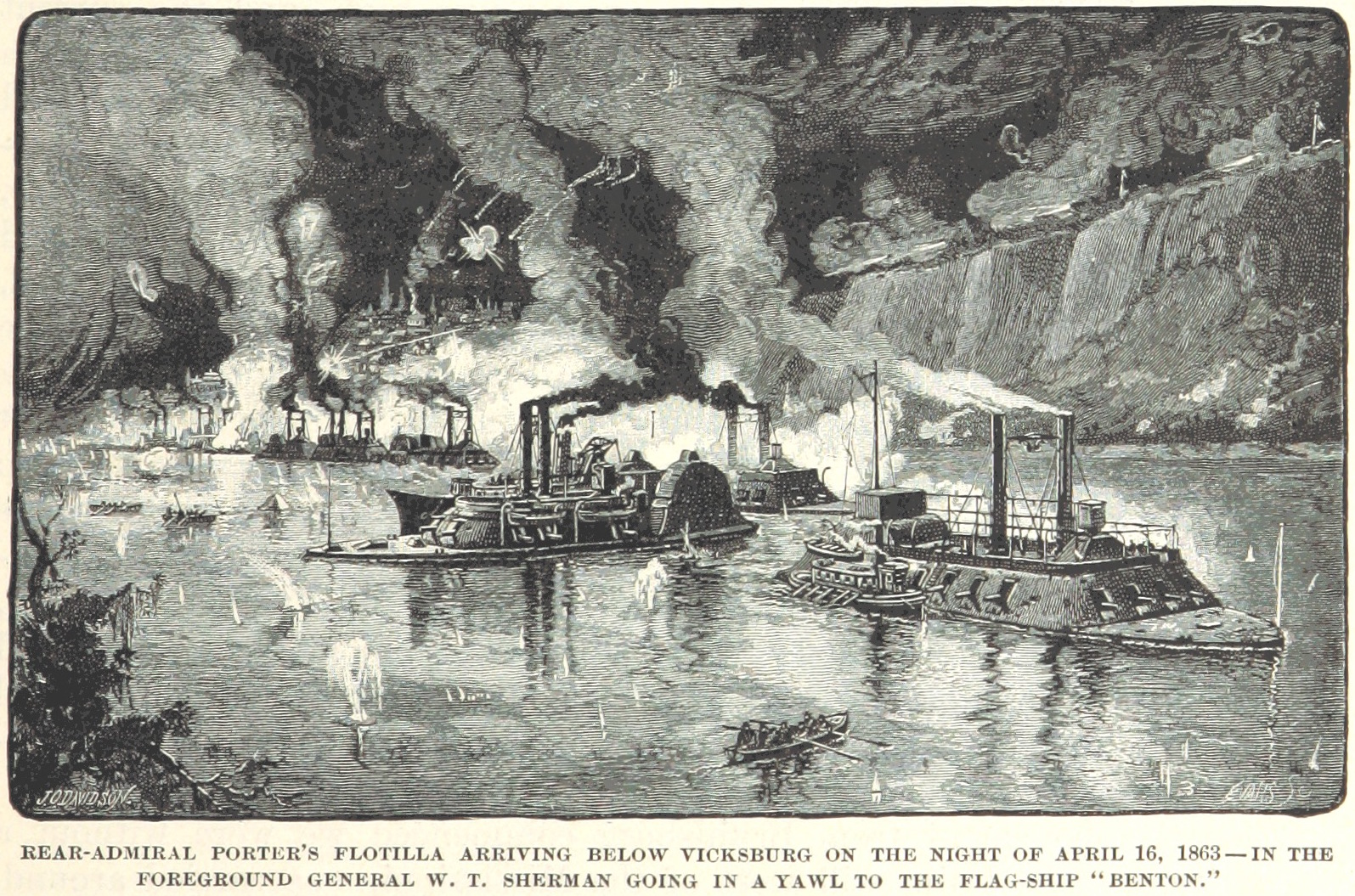
L'arrivo della flottiglia di David Dixon Porter guidata dalla nave ammiraglia USS Benton.

Entro la nottata del giorno, limpida e senza luna, Porter inviò 7 cannoniere e tre mezzi di trasporto truppe vuoti carichi di scorte per gestire il bluff, avendo cura di ridurre al minimo il rumore e le luci; ma le precauzioni prese risultarono inefficaci. Le sentinelle confederate avvistarono le barche e i preparativi furono interrotti da un massiccio fuoco d'artiglieria.
Furono incendiati arbusti lungo le sponde per migliorare la visibilità. Le cannoniere dell'Unione risposero. Porter osservò che i confederati colpivano soprattutto le parti alte delle sue barche, ragionando che non potevano far abbassare i loro cannoni le fece indirizzare sulla riva Est, proprio sotto il cannone Sudista, così vicino da sentire i loro comandanti dare gli ordini, con i proiettili che volavano sopra la testa.
La flotta sopravvisse con pochi danni effettivi; 13 uomini rimasero feriti ma nessuno ucciso. La Henry Clay venne abbandonata e bruciata sul bordo dell'acqua. Il giorno 22 altri 6 barconi caricati di provviste fecero il giro; uno di questi non ce la fede, anche se non vi furono vittime; l'equipaggio fluttuò a valle sui resti della nave.
L'ultimo tassello della strategia di Grant era quella di distogliere l'attenzione di Pemberton dal sito del fiume che le truppe dell'Unione avrebbero usato. Scelse due operazioni per poterla attuare: una finta di Sherman contro "Snyder's Bluff" a Nord di Vicksburg e un'audace incursione di cavalleria nel Mississippi centrale sotto la direzione di Benjamin Henry Grierson, nota come "raid di Grierson".
Il primo risultò inconcludente, il secondo invece fu un successo. Grierson fu in grado di attirare un numero significativo di forze confederate per inseguirlo e così le difese di Pemberton furono disperse troppo in avanti; Pemberton rimarrà anche scettico sull'imminente avanzata di N. Banks sul fiume da "Baton Rouge" per minacciare Port Hudson.

## Forze in campo

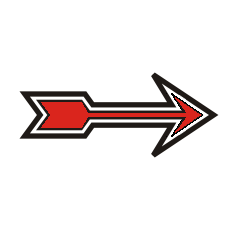
Il vessillo del XVII corpo d'armata diretto da James B. McPherson.

### Unione
| Comando unionista |
| --- |
| - Maggior generale Ulysses S. Grant - Maggior generale John Alexander McClernand - Maggior generale William Tecumseh Sherman - Maggior generale James B. McPherson - Maggior generale Cadwallader Colden Washburn - Brigadier generale Elias Smith Dennis |

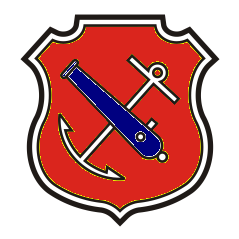
Il vessillo del IX Corpo d'armata comandato da John G. Parke.

Il Generale Grant con la sua Armata del Tennessee iniziò la campagna con circa 44 000 uomini, che in seguito crebbero fino a 75 000 effettivi entro il mese di luhgio. L'esercito era composto da 5 corpi: il XIII, sotto il comando John A. McClernand; il XV alla cui guidadi trovava William T. Sherman; il XVII diretto da James B. McPherson; un distaccamento di tre divisioni del XVI Corpo d'armata comandato dal generale Cadwallader C. Washburn ed infine un distaccamento dal "Distretto del Nordest della Louisiana" sotto Elias S. Dennis. 

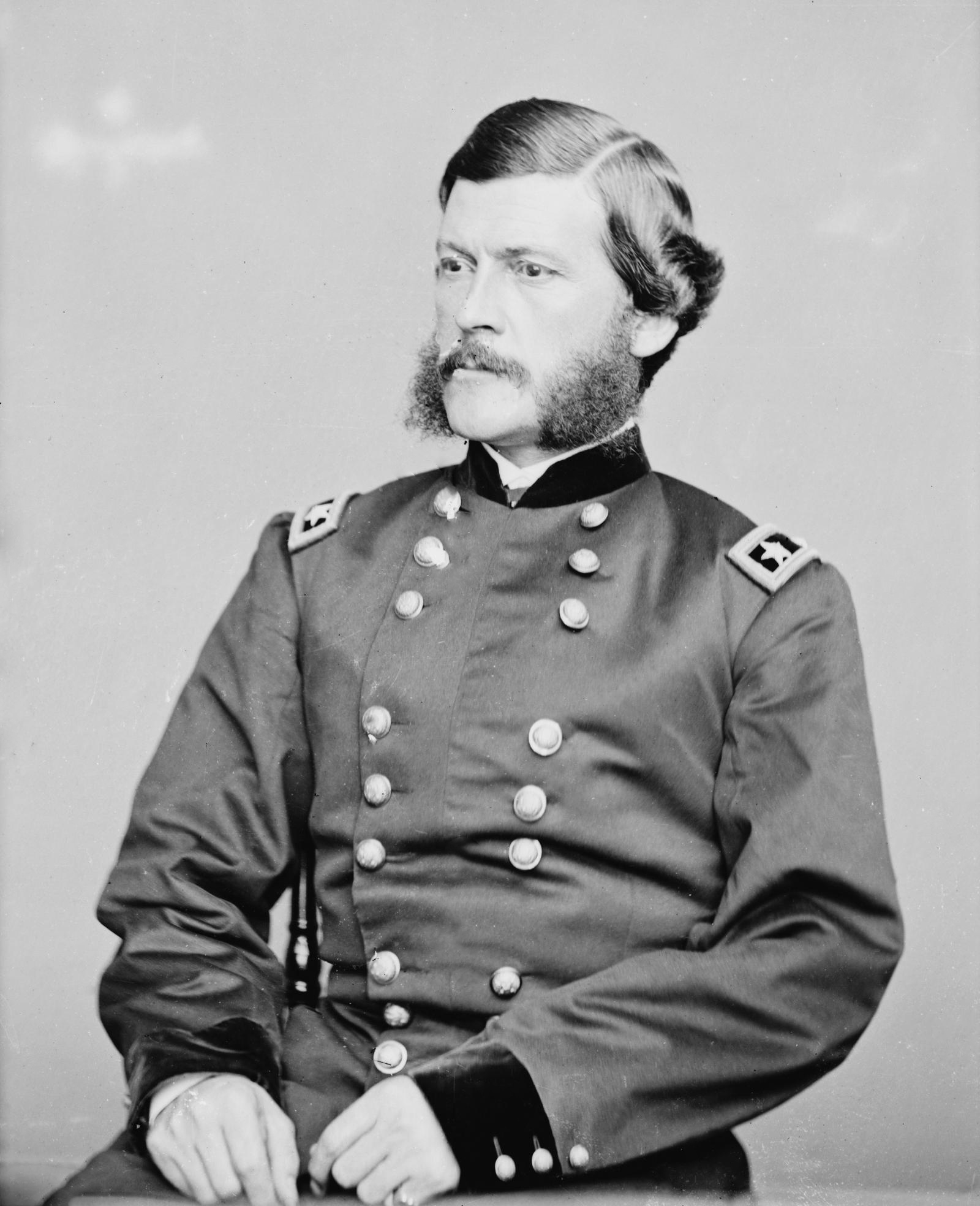
Maggior generale John Grubb Parke

Il IX Corpo d'armata comandato da John G. Parke si unì alle altre forze messe in campo intorno alla metà di giugno.

### Confederazione
| Comando confederato |
| --- |
| - Luogotenente generale John Clifford Pemberton - Maggior generale William Wing Loring - Maggior generale Carter Littlepage Stevenson - Maggior generale John Horace Forney - Maggior generale Martin Luther Smith - Maggior generale John Stevens Bowen |

L'Armata confederata del Mississippi del generale John C. Pemberton, circa 30 000 uomini, era composto da 5 divisioni sottoposte al comando di William W. Loring, Carter L. Stevenson, John H. Forney, Martin L. Smith e John S. Bowen rispettivamente.

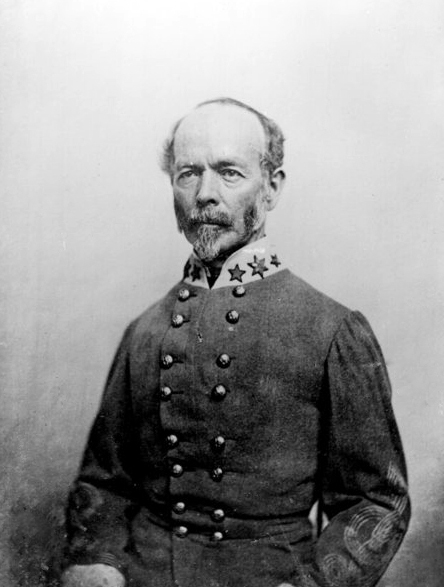
Generale Joseph Eggleston Johnston
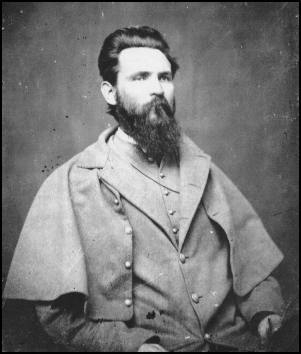
Brigadier generale John Gregg
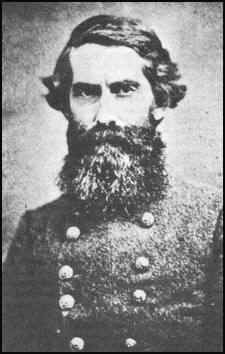
Brigadier generale William Henry Talbot Walker

Le forze del generale Joseph E. Johnston acquartierate a Raymond e a Jackson, circa 6 000 uomini, erano elementi parte del "Dipartimento del West", comprendenti anche le brigate di John Gregg, di Peyton H. Colquitt e di William H.T. Walker.

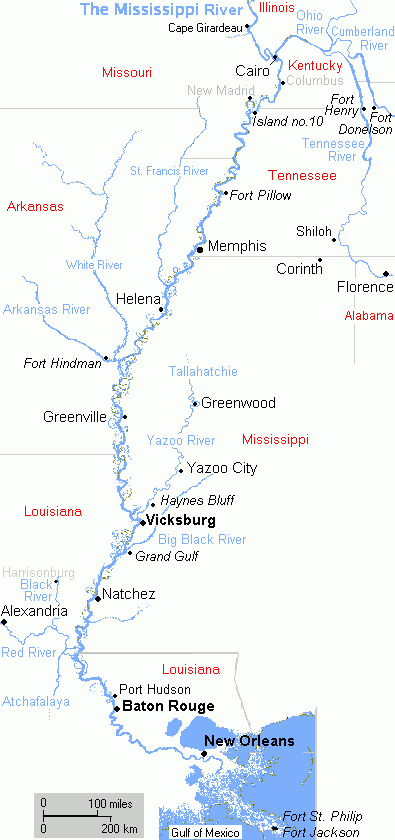
Il corso del fiume Mississippi da Cairo (in alto) fino a New Orleans (in basso) attraverso Helena, il sito della battaglia di Fort Hindmann, Greenville, Greenwood, Yazoo City, Haines Bluff ed infine il sito della Battaglia di Grand Gulf. In alto spostati a destra i siti della battaglia di Fort Henry, della Battaglia di Fort Donelson, della Battaglia di Shiloh e dell'Assedio di Corinth.

## Operazioni di Grant contro Vicksburg
La fase delle "Operazioni di Grant contro Vicksburg" inserite nella campagna di Vicksburg comprende i seguenti scontri:

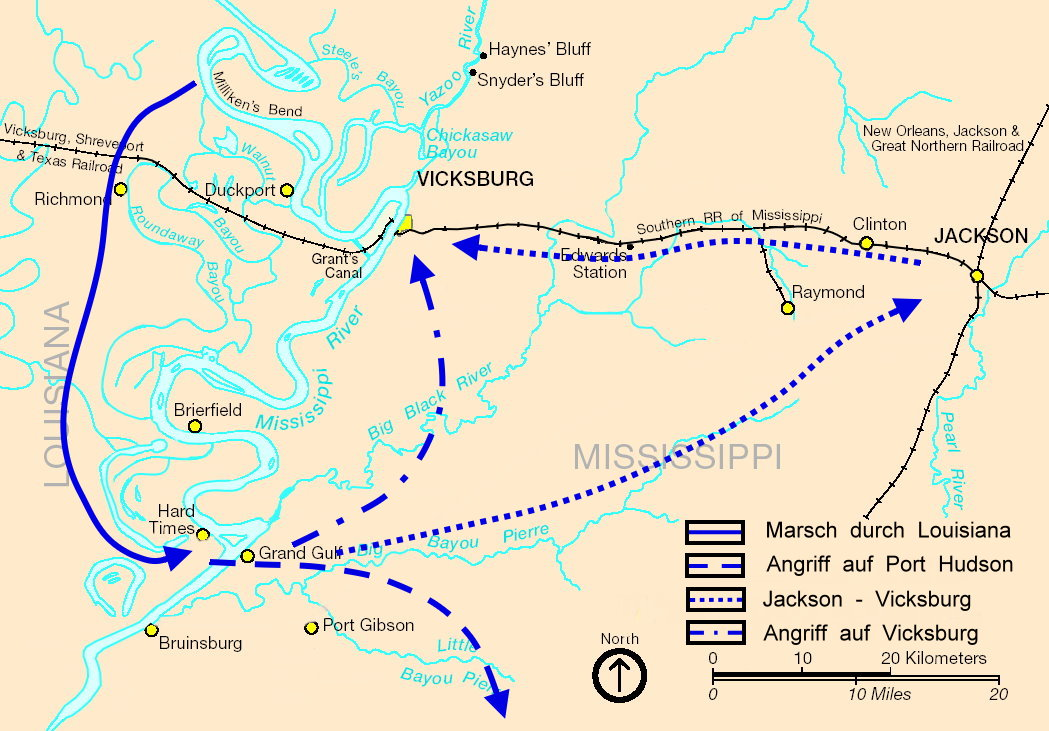
Il piano operativo di Grant.

- Battaglia di Grand Gulf - 29 aprile;
- Battaglia di Snyder's Bluff - 29 aprile- 1º maggio;
- Battaglia di Port Gibson - 1º maggio;
- Battaglia di Raymond - 12 maggio;
- Battaglia di Jackson (Mississippi) - 14 maggio;
- Battaglia di Champion Hill - 16 maggio;
- Battaglia di Big Black River Bridge - 17 maggio;
- Assedio di Vicksburg - 18 maggio-4 luglio.

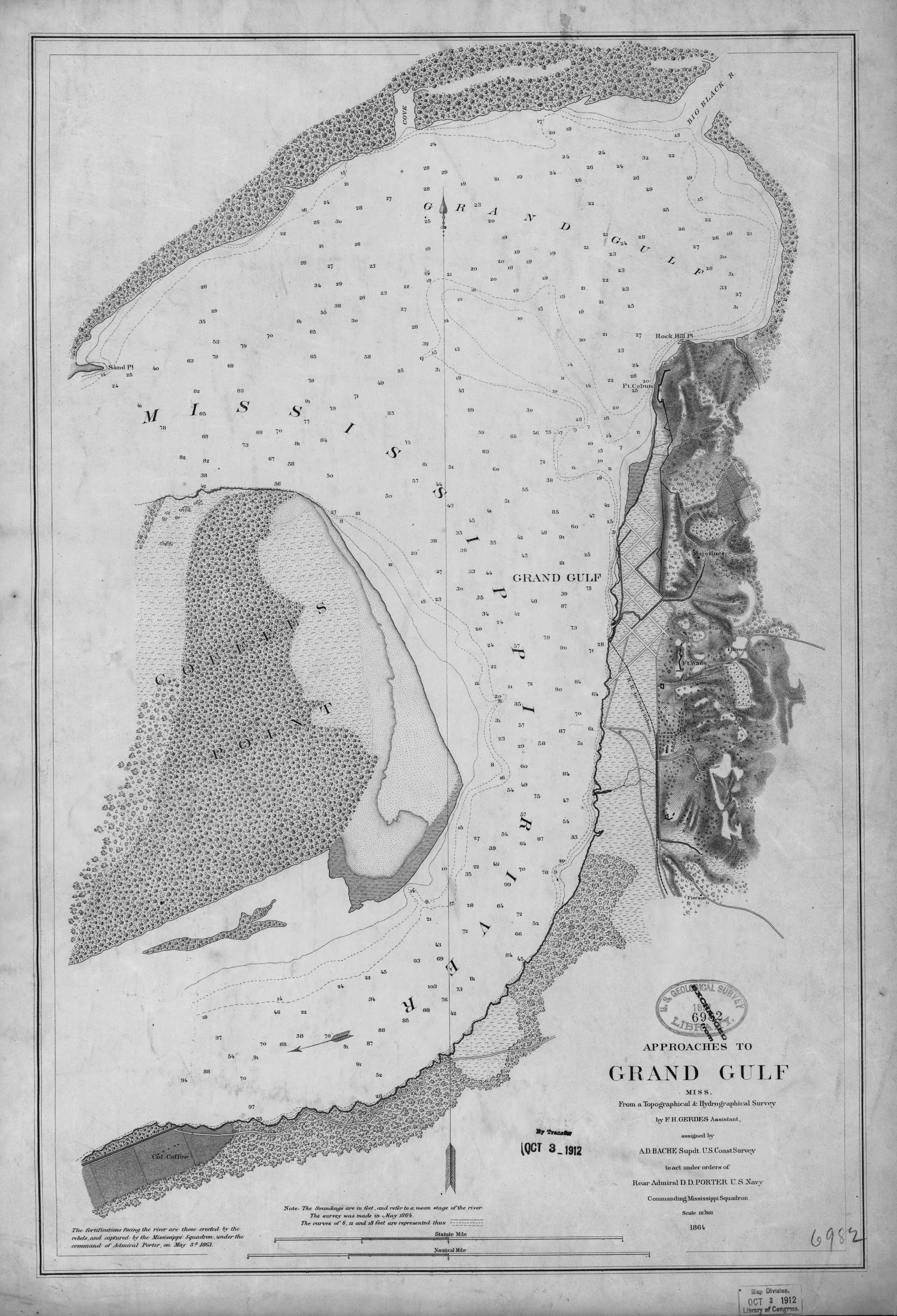
La mappa del Grand Gulf.

### Grand Gulf
L'ammiraglio Porter guidò 7 corazzate in un attacco contro le fortificazioni e le batterie nemiche situate al Grand Gulf (l'odierno "Grand Gulf Military State Park"), nel Mississippi, con l'intento di mettere a tacere le armi confederate e poi assicurare l'area con truppe del XIII Corpo di McClernand che si trovavano sui trasporti e sulle chiatte. L'attacco iniziò alle ore 8:00 e proseguì fino alle 13:30 circa.
Durante il combattimento le navi si spostarono a meno di 100 metri dai cannoni Sudisti e riuscirono a zittire l'artiglieria inferiore di Fort Wade; le batterie superiori di Fort Cobun rimasero invece completamente al di fuori dalla loro portata e pertanto continuarono a sparare. Le corazzate dell'Unione (una delle quali, la USS Tuscumbia, era stata messa fuori combattimento) e le truppe trasportate dovettero fermarsi a quell'altezza; dopo l'oscurità tuttavia ingaggiarono nuovamente la sfida contro i cannoni avversari, mentre i piroscafi e le chiatte cercavano di oltrepassare l'ostacolo il più velocemente possibile.
Grant fece marciare i suoi uomini via terra attraverso "Coffee Point" fino quasi a raggiungere la zona meridionale del Golfo. Dopo che i trasporti lo ebbero superato imbarcarono la fanteria nella "piantagione di Disharoon" per sbarcarli in seguito sulla costa del Mississippi a Bruinsburg; qui presero terra 17 000 soldati, la più grande operazione anfibia nella storia militare americana fino al D-Day.
Gli uomini iniziarono immediatamente a marciare verso Port Gibson; i confederati avevano ottenuto soltanto una vittoria vuota, dal momento che la perdita del Grand Gulf causava solo un leggero cambiamento nel piano offensivo preordinato da Grant.

Localizzazione della Contea di Warren, sede della Battaglia di Snyder's Bluff.

### Snyder's Bluff
Per assicurarsi che le truppe avversarie non si dirigessero nel Grand Gulf per portare assistenza ai commilitoni un esercito combinato di forze navali dell'Unione simulò un attacco a "Snyder's Bluff"; poco dopo mezzogiorno del 29 aprile il tenente Kidder Randolph Breese, con le sue 8 cannoniere e i 10 mezzi marini che trasportavano la divisione del generale Frank P. Blair Jr., avanzava a passo lento verso il fiume Yazoo fino alla foce di "Chickasaw Bayou", dove trascorsero la nottata.
Alle ore 9:00 del mattino successivo l'armata, meno una cannoniera, continuò a risalire in direzione di "Drumgould's Bluff" e innescò un fuoco incrociato con le batterie nemiche; nel corso dei combattimenti la USS Choctaw subì una cinquantina di colpi andati a segno, ma non vi furono vittime. Verso le 6 del pomeriggio le truppe sbarcarono e marciarono lungo "Blake's Levee" verso i cannoni nemici. Mentre si avvicinavano una batteria aprì improvvisamente il fuoco su di loro, creando devastazione e perdite. L'avanzata dell'Unione si fermò e, dopo il tramonto, gli uomini rientrarono nei mezzi di trasporto.
Il mattino dopo vennero fatte sbarcare altre truppe; il terreno paludoso l'artiglieria pesante scagliata contro di loro li costrinse a ritirarsi. Le cannoniere aprirono nuovamente il fuoco verso le tre del pomeriggio del 1° di maggio, causando alcuni danni. Più tardi le raffiche rallentarono, per fermarsi del tutto dopo il tramonto. Sherman aveva ricevuto l'ordine di sbarcare nell'ansa di Milliken, quindi le cannoniere tornarono ai loro ancoraggi alla foce dello Yazoo.

Localizzazione di Port Gibson nella Contea di Claiborne.

### Port Gibson
L'armata di Grant iniziò a marciare nell'entroterra da Bruinsburg. Avanzando sulla "Rodney Road" verso Port Gibson si imbatterono - poco dopo la mezzanotte - in avamposti confederati i quali li sfidarono per circa tre ore; dopo le 3:00 i combattimenti cessarono; le forze unioniste avanzarono quindi su Rodney Road e giunsero ad una piantagione verso l'alba. Alle 5:30 i confederati attaccarono l'avanzata dell'Unione e ne seguì la battaglia.
I federali costrinsero i nemici alla ritirata, i quali stabilirono nuove posizioni difensive in momenti diversi durante il giorno, ma non poterono fermare l'assalto dell'Unione e quindi abbandonarono il campo in prima serata; questa sconfitta dimostrò che i confederati non erano in grado di difendere la linea del fiume Mississippi e che i federali si erano assicurati la loro testa di ponte.
A questo punto Grant affrontò un dilemma. I suoi ordini originali precedevano di catturare il Grand Gulf e poi procedere verso Sud per collegarsi con Banks e conquistare Port Hudson, dopo di che i loro eserciti combinati sarebbero tornati indietro per catturare Vicksburg; sfortunatamente per lui però un simile corso degli eventi lo avrebbe messo sotto il comando del maggior generale più anziano ed il merito di ogni successo nel Teatro sarebbe andato a quest'ultimo.
Dato che Banks era occupato in una serie di operazioni sul Red River e aveva fatto sapere che non sarebbe stato pronto per iniziare l'azione contro Port Hudson nei prossimi giorni, Grant decise di trasferirsi da solo contro Vicksburg; inviò pertanto un messaggio ad Halleck per informarlo sulle sue intenzioni, ben sapendo che ci sarebbero voluti almeno 8 otto giorni prima che questi ricevesse il messaggio e potesse a sua volta rispondere.
Dopo che l'esercito dell'Unione conquistò lo snodo cruciale di "Grindstone Ford" tutte le forze confederate tra il "Big Bayou Pierre" e il "Big Black River" furono compromesse; realizzando ciò Bowen farà evacuare il Grand Gulf e procedette a tutta velocità verso l'"Hankinson's Ford" attraverso il Big Black, sfuggendo a malapena alla trappola dell'Unione. L'intenzione di Grant in quel momento era quella di spostarsi a Nord sulla stessa rotta e avanzare direttamente su Vicksburg.
Tuttavia i gruppi di esploratori che aveva precedentemente inviato vennero a scoprire che Pemberton aveva delle buone posizioni difensive nel Sud della città; decise allora di spezzarne la linea dei rifornimenti occupando la rete ferroviaria che andava da Jackson a Vicksburg. Diede ordine ai suoi tre corpi (Sherman era nel frattempo giunto dall'altra parte del fiume) di avanzare su tre percorsi separati per attaccare la ferrovia all'altezza di Edwards (l'obiettivo più occidentale, con il corpo di McClernand), la cittadina di Clinton (più ad Est, con McPherson) ed infine "Midway Station" (al centro, con Sherman).

Localizzazione di Raymond, alla periferia di Jackson.

### Raymond
Il 10 maggio Pemberton ordinò a tutti i rinforzi che stavano arrivavano a Jackson di muoversi immediatamente per raggiungere Raymond, 32 km a Sud-ovest. La brigata di John Gregg, dopo aver sopportato una massacrante marcia da Port Hudson, iniziò a percorrere la via il mattino dopo, arrivando nel tardo pomeriggio del giorno 11; il giorno seguente si mise a preparare un'imboscata al "Fourteen Mile Creek". Il gruppo prescelto si rivelò essere quello del XVII corpo di John A. Logan. Gregg decise di schierare i suoi uomini e l'artiglieria in assetto di battaglia.
Mentre gli uomini di Logan si avvicinavano i confederati aprirono il fuoco, provocando inizialmente pesanti perdite; alcune truppe dell'Unione ruppero le file, ma Logan riuscì a radunare una forza sufficiente per mantenere la linea. Le truppe Sudiste attaccarono ma furono costrette a ritirarsi; arrivarono i rinforzi
dell'Unione che contrattaccarono. Seguirono pesanti combattimenti che continuarono per quasi 6 ore, ma prevalsero in maniera schiacciante gli unionisti; gli uomini di Gregg abbandonarono il campo. Sebbene abbiano perso la battaglia conservarono una forza molto superiore a quella Nordista per l'intera giornata.
Gregg, con l'ordine di ritirarsi a Jackson di fronte ad una forza superiore, arretrò per 8 km in direzione di "Mississippi Springs"; questo movimento espose la "Southern Railroad" alle forze dell'Unione, tagliando così l'ancora di salvezza di Vicksburg.
Nonostante la vittoria di McPherson la presenza di forze confederate che attaccarono il fianco destro di Grant gli fece riconsiderare il suo piano; apprese che Joseph Eggleston Johnston doveva arrivare a Jackson con i rinforzi entro i prossimi due giorni e si vociferava che anche Pierre Gustave Toutant de Beauregard sarebbe entrato in scena. In questa situazione l'esercito dell'Unione si sarebbe ritrovato tra le forze nemiche su ciascun fianco; pertanto scelse di affrontare prima la minaccia proveniente dall'Est e ordinò a Sherman e McPherson di impossessarsi di Jackson.

Localizzazione della Contea di Hinds e della sua capitale Jackson.

### Jackson
Il 9 maggio Johnston aveva ricevuto un dispaccio dal Segretario alla Guerra Confederato George Wythe Randolph che lo indusse a "recarsi immediatamente nel Mississippi e assumere il comando principale delle forze sul campo"; quando arrivò a Jackson il giorno 13 dal Medio Tennessee apprese che due corpi d'armata, quelli di Sherman e di Mc Pherson, stavano avanzando e che Gregg aveva solo circa 6 000 soldati a disposizione per difendere la città. Il generale ordinò l'evacuazione ma Gregg avrebbe dovuto difendere Jackson al meglio fino al suo completamento.
Alle 10 entrambi i corpi dell'esercito dell'Unione erano vicini e avevano già ingaggiato battaglia con il nemico. La pioggia battente, l'accanita resistenza confederata e le poche postazioni difensive esterne approntate impedirono pesanti combattimenti fino alle 11:00 circa, quando le forze dell'Unione attaccarono in massa; vennero inizialmente respinte; a metà pomeriggio Johnston informò Gregg che l'evacuazione era completa e che avrebbe dovuto disimpegnarsi e seguirlo. Poco dopo le truppe dell'Unione entrarono in città e organizzarono una celebrazione per accogliere Grant, che era in viaggio con il corpo di Sherman, nella "Bowman House".
Poi dettero alle fiamme una parte del centro urbano, distrussero numerose fabbriche e tagliarono i collegamenti ferroviari con Vicksburg. L'evacuazione viene considerata un errore commesso da Johnston perché avrebbe potuto, entro la fine del giorno 14, avere almeno altri 11 000 effettivi a disposizione e entro la mattina del 15 ulteriori 4 000 La caduta della capitale dello Stato del Mississippi fu un duro colpo per il morale della Confederazione. Dopo aver interrotto i collegamenti ferroviari Grant abbandonò temporaneamente la città per permettere alle sue truppe di concentrarsi su Vicksburg.
Johnston si ritirò con la maggior parte del suo esercito su "Canton Road", ma ordinò a Pemberton di lasciare la stazione di Edwards e attaccare i federali a Clinton. Pemberton e i suoi generali ritennero che il piano di Johnston fosse pericoloso e decisero invece autonomamente di attaccare i treni dei rifornimenti dell'Unione che si spostavano dal Grand Gulf a Raymond.
Il giorno 16 tuttavia Pemberton ricevette un altro ordine da Johnston che ripeteva le sue precedenti direttive; egli era però già partito e si trovava sulla "Raymond-Edwards Road" con il suo seguito all'incrocio posto a mezzo chilometro a Sud della cresta di Champion Hill. Così quando ordinò una contromossa la sua retroguardia, compresi i suoi numerosi carri rifornimento, divennero l'avanguardia della sua forza.

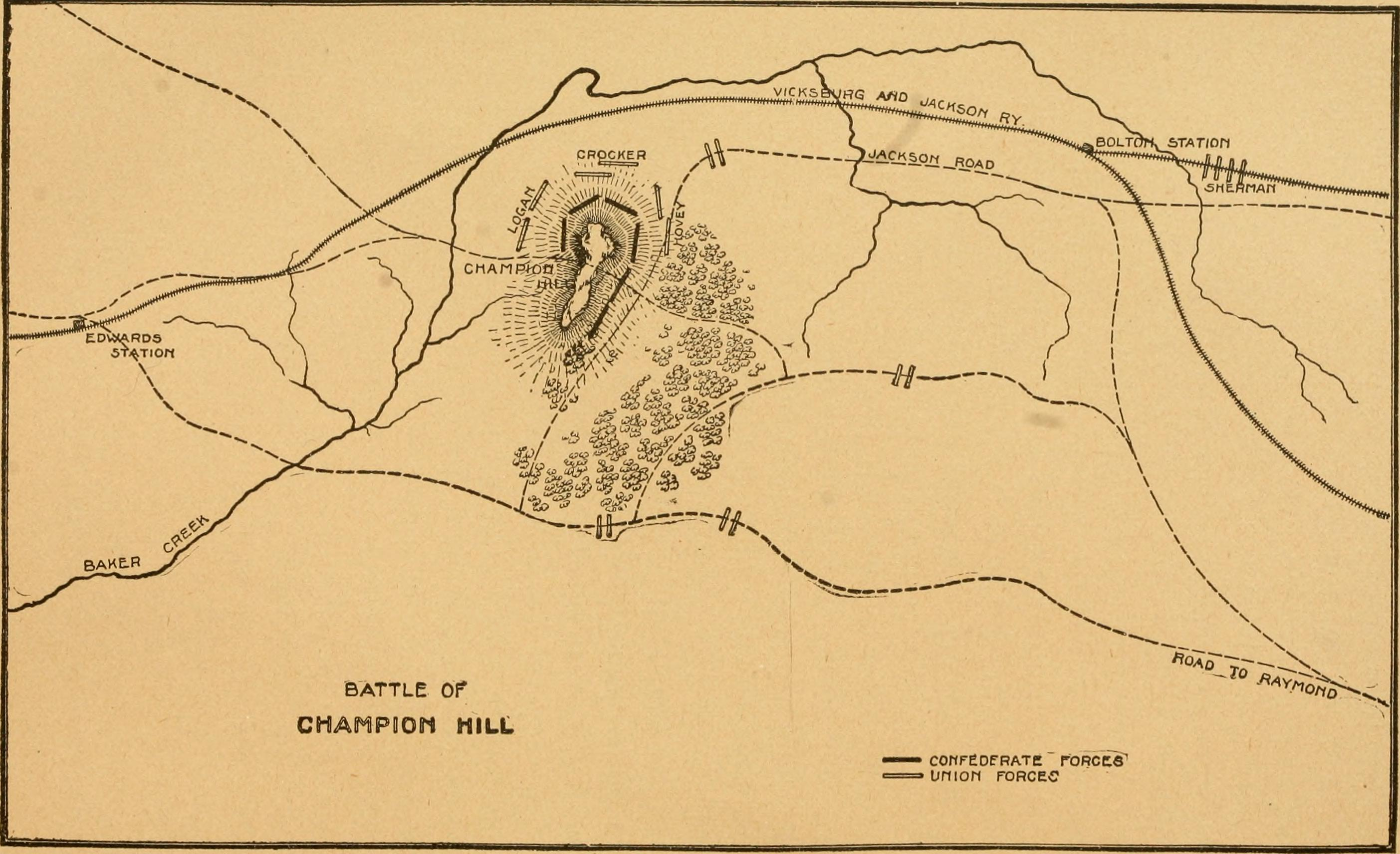
La disposizione della battaglia di Champion Hill.

### Champion Hill
Verso le 7 di mattina del 16 maggio le forze dell'Unione ingaggiarono uno scontro a fuoco contro i confederati iniziando così la "battaglia di Champion Hill". La forza di Pemberton si fermò in una linea difensiva posta lungo una cresta di crinale che sovrastava "Jackson Creek"; egli ignorava però che una colonna avversaria si stava spostando velocemente lungo la "Jackson Road" contro il suo fianco sinistro non sufficientemente protetto. Per sostenerlo Pemberton inviò gli uomini di Lee in cima alla collina, da dove potevano osservare gli spostamenti del nemico; ma presto le truppe dell'Unione se ne avvidero.
Se questa Armata non fosse stata fermata in tempo avrebbe tagliato i confederati dalla loro base di Vicksburg. Pemberton ricevette i rapporti sul movimento in corso e mandò dei rinforzi alla sua Ala sinistra; le forze unioniste della "Champion House" passarono all'azione piazzando i cannoncini dell'artiglieria con i quali iniziarono a sparare. Quando Grant giunse verso le 10 ordinò che l'attacco cominciasse massicciamente. Alle 11:30 i federali avevano oramai raggiunto la linea principale confederata e verso le 13 ne occupavano la cima mentre i Sudisti si ritiravano in disordine.
Nell'avanzata conquistarono lo snodo stradale chiudendo la via di fuga di "Jackson Road". Una delle divisioni di Pemberton (quella di John Stevens Bowen) poco dopo contrattaccò, spingendo i Federali indietro oltre la cresta collinare prima che la loro ondata si fermasse. Grant rispose impegnando le forze che erano appena arrivate da Clinton.
Gli uomini di Pemberton non poterono resistere a questo assalto, quindi venne ordinato di raggiungere l'unica via di fuga rimasta ancora aperta: la traversata di "Baker Creek" a "Raymond Road". La brigata di Lloyd Tilghman costituiva la retroguardia, ed essa tentò disperatamente di fermarlo a tutti i costi, con la caduta sul campo dello stesso Tilghman.
Nel tardo pomeriggio le truppe dell'Unione occuparono in maniera definitiva il "Bakers Creek Bridge" e, a mezzanotte, occuparono Edwards. I confederati erano oramai in rotta verso Vicksburg.

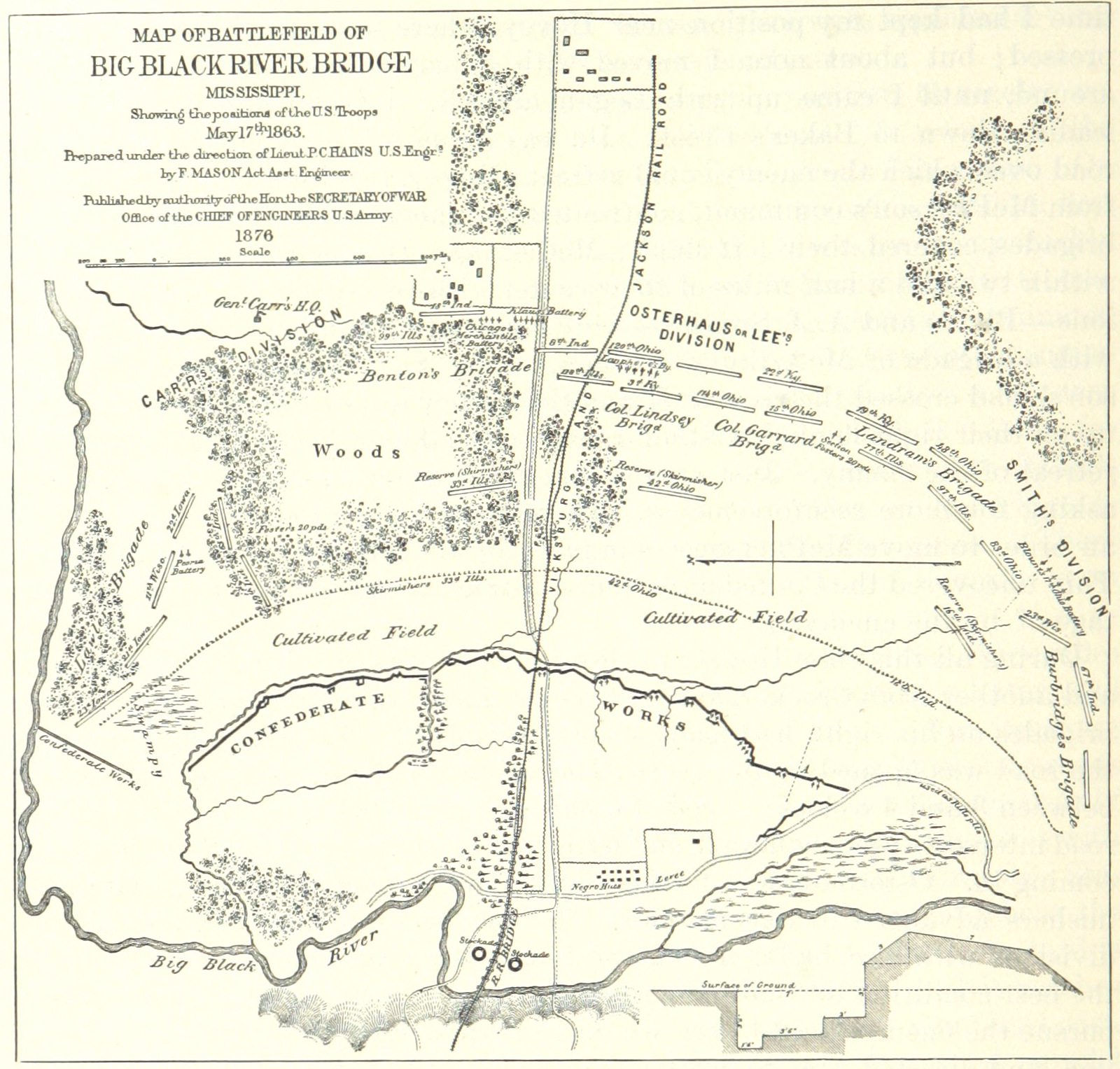
Mappa della battaglia di Big Black River Bridge.

### Big Black River Bridge
La ritirata confederata raggiunse il "Big Black River Bridge" la notte tra il 16 e il 17 maggio. Pemberton ordinò a Bowen, con tre brigate, di assicurare la protezione alle fortificazioni posizionate sulla sponda orientale del fiume e d'impedire ogni inseguimento da parte dell'Unione. Le tre divisioni del Corpo d'Armata di McClernand si spostarono da "Edwards Station" la mattina del 17; incontrò i Confederati rimasti indietro e si mise al riparo mentre l'artiglieria nemica iniziava a sparare.
La 2ª brigata di Michael Kelly Lawler sotto la direzione della divisione di Eugene Asa Carr uscì da una scarpata di meandri fluviali attraversando la parte anteriore delle forze confederate incassate dentro i ripari allestiti di fortuna e guidate dall'inesperto John C. Vaughn; confusi e in preda al panico i Sudisti cominciarono ad arretrare attraverso il "Big Black" su due ponti: il ponte ferrato e il molo dei battelli a vapore che attraccavano sul fiume.
Non appena si furono incrociati appiccarono il fuoco ai ponti impedendo un inseguimento serrato. I fuggitivi che arrivarono a Vicksburg più tardi in quella stessa giornata rimasero estremamente disorganizzati; le forze dell'Unione catturarono circa 1 800 soldati, una perdita che i confederati non potevano più permettersi.

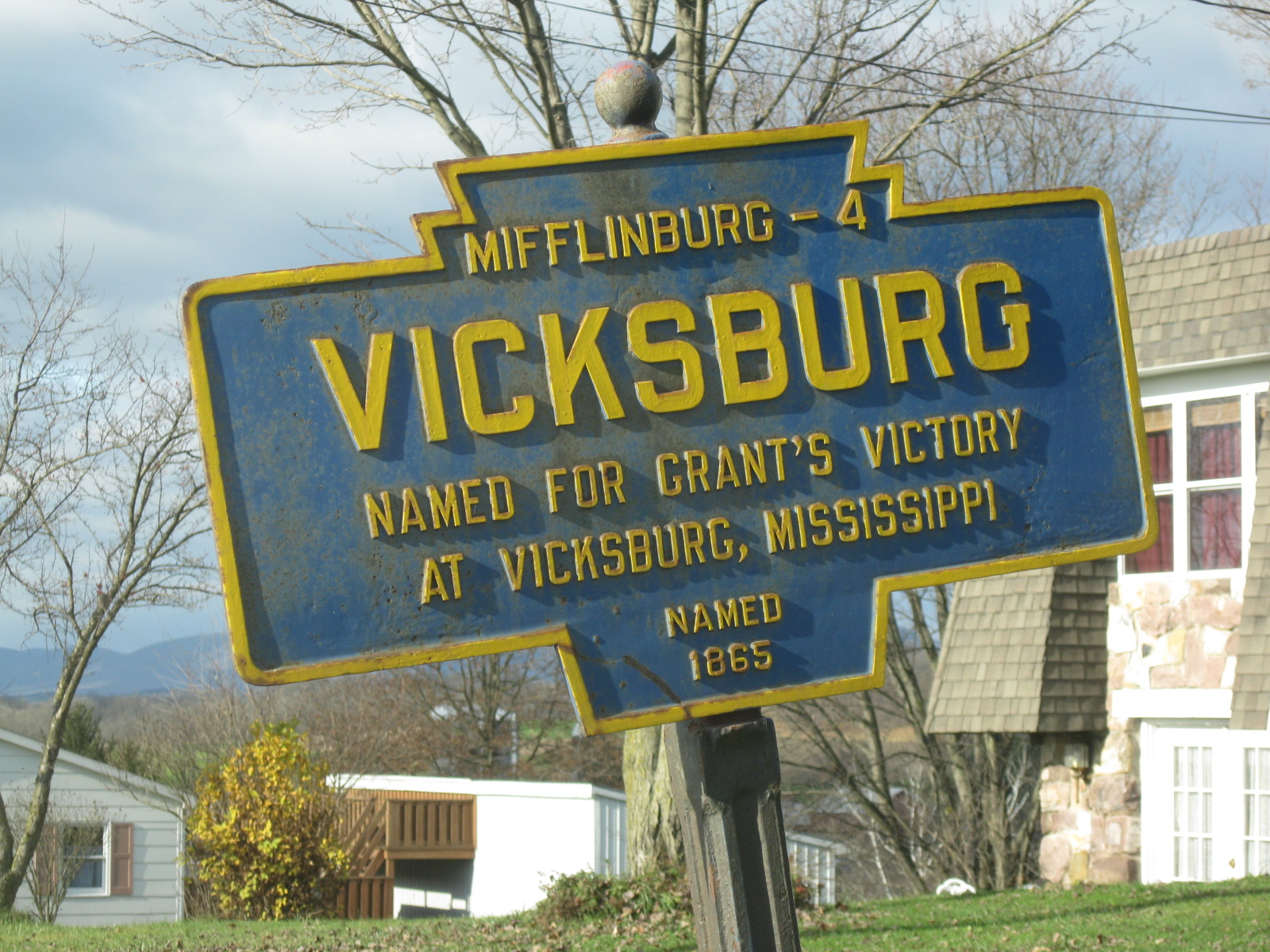
Cartello commemorativo della vittoria di Grant a Vicksburg.

### Assedio di Vicksburg
L'Union Army convergeva irresistibilmente su Vicksburg, intrappolandovi le forze di Pemberton. Grant tentò di condurre due assalti - il 19 e il 22 maggio - per sfondare le fortificazioni confederate. Quest'ultimo inizialmente ebbe un certo successo nel settore di McClernand, ma fu infine respinto con 3 200 vittime.
Johnston ordinò allora a Pemberton di far evacuare la città e portare in salvo il suo esercito, ma egli pensò che fosse impossibile ritirarsi in sicurezza. Johnston progettava di attaccare Grant e alleviare così la forte pressione esercitata su Vicksburg, ma non fu in grado di organizzarlo in tempo. Grant assediò l'esercito confederato. Il 4 luglio, dopo sei settimane in cui soldati e civili asserragliati nel centro urbano non ricevevano rifornimenti di cibo e venivano costantemente bombardati, Pemberton consegnò la città e assieme ad essa tutta la propria Armata.
Oltre a Pemberton Grant doveva occuparsi anche delle forze confederate nella sua retrovia; sistemò pertanto una divisione nelle vicinanze del ponte del "Big Black River" e un'altra in esplorazione fino a Mechanicsburg, entrambe a fare da copertura. Entro il 10 giugno il IX Corpo di John Grubb Parke fu trasferito sotto il comando di Grant. Questo divenne il nucleo di una task force speciale la cui missione era quella di impedire a Johnston, che stava radunando le sue forze a Canton, di interferire con l'assedio.
A Sherman venne dato il comando di questa unità operativa e Frederick Steele lo sostituì al XV Corpo il 22 giugno. Johnston alla fine iniziò a muoversi - dal 1° di luglio - per liberare Pemberton e raggiunse il "Big Black River", ma ritardò un incontro potenzialmente difficile con Sherman fino a quando non fu troppo tardi per la guarnigione di Vicksburg: se ne ritornò quindi indietro fino a Jackson.
La città era capitolata e la campagna di Vicksburg vinta su tutti i fronti.

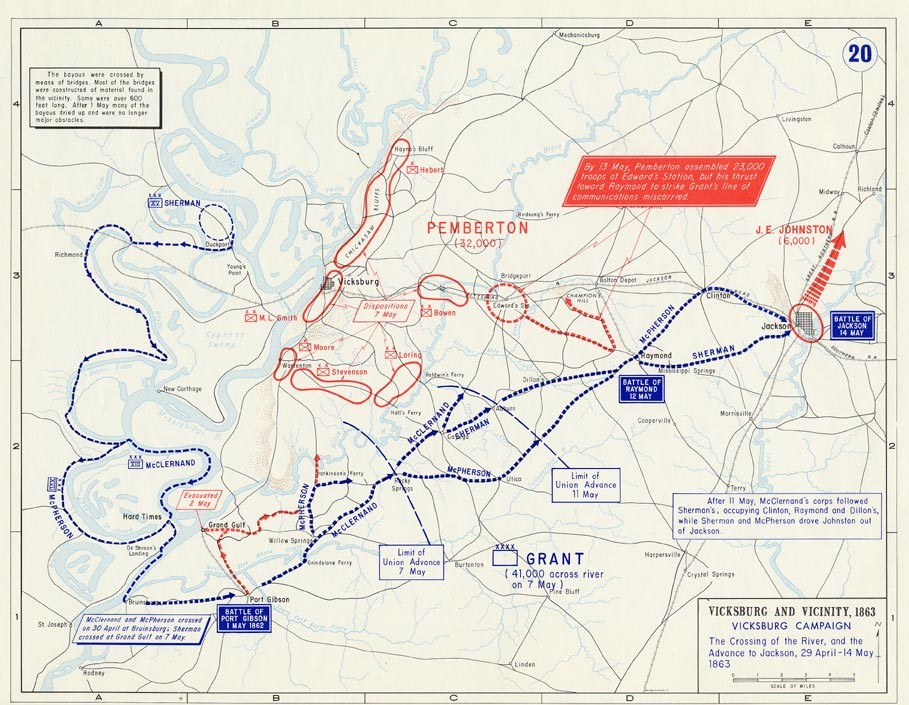
La marcia di Grant dal Mississippi alla Louisiana.

## Operazioni svolte nella Louisiana
Durante l'assedio di Vicksburg almeno altri tre scontri principali si sono svolti nelle vicinanze,
- Battaglia di Milliken's Bend - 7 giugno;
- Battaglia di Goodrich's Landing - 29-30 giugno;
- Battaglia di Helena - 4 luglio.

Più altri considerati minori sia per intensità che per perdite ad essi correlati:
- Battaglia di Young's Point - 7 giugno;
- Battaglia di Lake Providence - 9 giugno;
- Battaglia di Richmond (Louisiana) - 15 giugno;

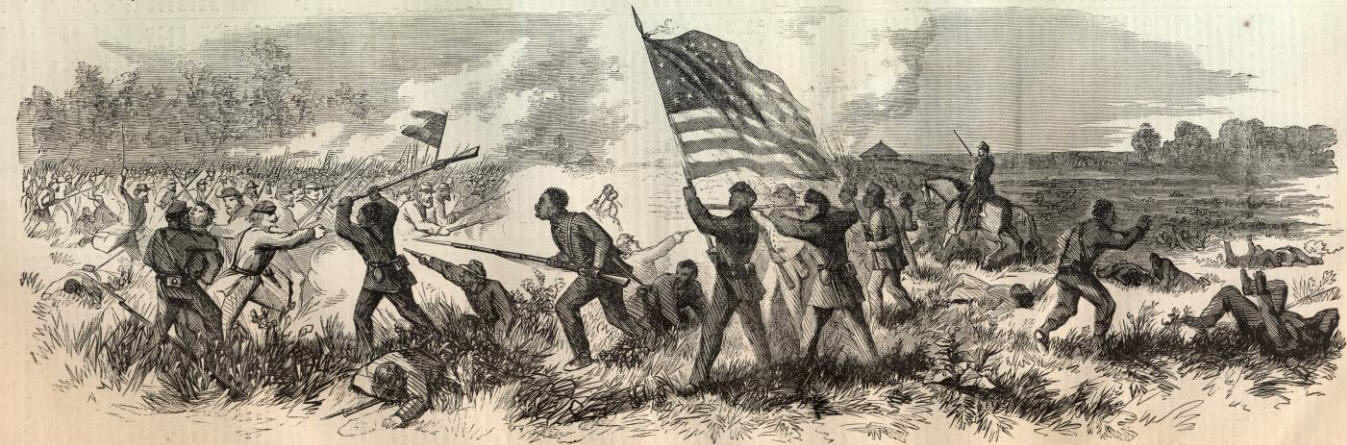
Illustrazione della Battaglia di Milliken's Bend condotta dalle "United States Colored Troops".

### Milliken's Bend
Nel tentativo di tagliare la linea dei rifornimenti a Grant durante l'assedio i confederati attaccarono l'area di raccolta a "Milliken's Bend" nella Parrocchia di Madison affacciata sul fiume Mississippi; questa venne principalmente difesa da truppe di afroamericani non addestrate (le United States Colored Troops) le quali nonostante ciò combatterono coraggiosamente con armi inferiori e alla fine anche contro le cannoniere Sudiste, sebbene a costi significativi; i difensori persero 652 uomini contro i 185 caduti confederati.

### Goodrich's Landing
Dopo che le forze dell'Unione ebbero iniziato ad occupare le prime parrocchie della Louisiana affacciate sul Mississippi migliaia di schiavi fuggitivi si accalcarono disperatamente in cerca di aiuto su di loro; i Federali quindi affittarono alcune piantagioni e misero i liberti a lavorare nella coltivazione del cotone o di altro. I proventi della vendita dei prodotti aiutarono a coprire le spese per cibo, vestiti, ecc.
Le truppe afroamericane vennero appositamente incaricate di proteggere questi terreni, liberando così altre truppe da immettere in prima linea; i confederati, determinati a riconquistare alcuni di questi liberti e distruggere i raccolti,intrapresero una spedizione partendo dall'approdo di Gaines, nell'Arkansas, fino a Lake Providence nella Parrocchia di East Carroll.
Sebbene i confederati abbiano interrotto queste operazioni, riuscirono comunque a distruggere molte proprietà e fare incetta di provviste e armi; l'incursione fu solo una piccola battuta d'arresto per l'Unione. I Sudisti potevano difatti causare dei disturbi momentanei, ma non erano oramai più in grado di realizzare alcun cambiamento duraturo nel corso degli eventi.

La localizzazione di Helena, al confine tra Arkansas e Mississippi.

### Helena
Le truppe del generale confederato Theophilus Hunter Holmes attaccarono Helena nell'Arkansas il 4 luglio nel tentativo di alleviare la pressione su Vicksburg; sebbene i Sudisti avessero un maggior numero di effettivi e inizialmente catturassero alcune delle fortificazioni, le forze dell'Unione le respinsero con decisione.

## Conseguenze
Sebbene i confederati rimasti uccisi e/o feriti nel corso dell'assedio fossero un numero relativamente ristretto, 3 202 a fronte dei 766 unionisti, Grant conquistò il suo 2º esercito nemico nella sua interezza (il 1° fu quello alla battaglia di Fort Donelson): 29 495 prigionieri di guerra. La maggior parte di essi fu rilasciata. L'Unione ottenne anche quantità significative di artiglieria, armi leggere e munizioni. L'intera campagna, dal 29 dicembre 1862 al 4 luglio 1862 causò 10 142 vittime unioniste contro le 38 586 confederate tra uccisi e feriti.

La bandiera degli Stati Uniti d'America a 35 stelle adottata nel 1863.

Questo fu il 2º grande colpo inferto alla Confederazione nell'estate. Il 3 luglio l'invasione del Nord da parte di Robert Edward Lee crollò alla battaglia di Gettysburg. Il dì seguente la bandiera degli Stati Uniti d'America a stelle e strisce si alzò sopra Vicksburg. Per i confederati, arrendersi proprio nell'anniversario del Giorno dell'Indipendenza fu un'amara sconfitta.
Le truppe dell'Unione si comportarono generalmente bene, mescolandosi con i confederati e donando parte delle proprie razioni ai soldati affamati. Gli speculatori che avevano accumulato cibo per poter così realizzare prezzi più alti videro i loro negozi aperti con la forza e il contenuto gettato nelle strade in pasto ai ribelli denutriti. Nelle sue Memorie Grant osservò: "gli uomini dei due eserciti fraternizzarono come se avessero combattuto per la stessa causa".

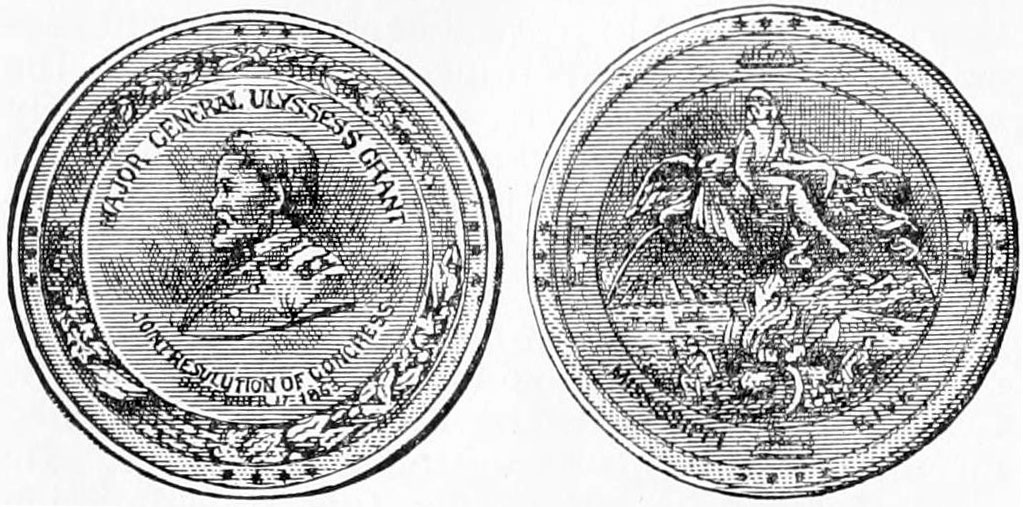
Moneta commemorativa coniata nel 1900.

Ma i risentimenti persistevano: la tradizione sostiene che presumibilmente la festa del 4 luglio non sia più stata celebrata da Vicksburg fino allo scoppio della Seconda guerra mondiale. Questa affermazione è stata però contestata perché le grandi celebrazioni della festività erano già riprese entro il 1907. Il risultato più eclatante e significativo della campagna fu l'assunzione del pieno controllo del fiume Mississippi, che l'Unione ottenne completamente dopo che Port Hudson - che era stato messo sotto assedio da Nathaniel Banks fin dal 27 maggio (vedi assedio di Port Hudson) - sentì le notizie della caduta di Vicksburg e pertanto si arrese a sua volta il 9 luglio.
La Confederazione era ora tagliata nettamente in due tronconi; una settimana dopo una nave mercantile nordista e disarmata giunse a New Orleans dopo essere partita da Saint Louis, dopo un percorso che non incontrò alcun incidente lungo il fiume. Il presidente Abraham Lincoln annunciò commosso: "Il grande Padre delle Acque torna nuovamente ad essere visto fino al Golfo del Messico".
Grant schierò Sherman e 50 000 soldati contro i 31 000 di Johnston asserragliati a Jackson. Il generale confederato cercò di attirare Sherman in un assalto frontale, ma questi aveva già avuto modo di constatare i risultati di tali eventi a Vicksburg, pertanto iniziò a circondare la città; Johnston riuscì a fuggire con il suo esercito - il che era più di quanto Pemberton avesse raggiunto - ma tutto il centro del Mississippi era oramai sotto il controllo dell'Unione.
Sherman intraprese una successiva operazione contro Meridian la quale fu precorritrice delle tattiche di "Terra bruciata" che più tardi egli stesso impiegò diffusamente nella sua "marcia verso il mare" attraverso la Georgia prima e nella Carolina del Sud poi.
Una delle azioni di Grant durante l'assedio fu quella di risolvere una persistente rivalità. Il 30 maggio McClernand scrisse una nota auto-adulatoria alle sue truppe rivendicando gran parte del credito per la futura vittoria; Grant stava attendendo pazientemente da più di 6 mesi che scivolasse in errore, fin da quando si erano scontrati all'inizio della campagna attorno alla Battaglia di Fort Hindman. Il 18 giugno il comandante sollevò il concorrente da qualsiasi incarico; il XIII Corpo fu quindi consegnato a Edward Ord. Nel maggio dell'anno seguente McClernand venne assegnato ad un comando secondario nel remoto Texas.
Grant fu il vincitore indiscusso della campagna di Vicksburg. Fu ricompensato per la sua vittoria con una promozione a Maggior generale nell'esercito regolare dell'Union Army, con effetto partire dal 4 luglio. Ricevette anche una lettera assai insolita:
Non ricordo che tu e io ci siamo mai incontrati personalmente. Lo scrivo adesso come riconoscenza per il servizio quasi inestimabile che hai fatto al paese. Vorrei aggiungere un'altra parola. Quando hai raggiunto per la prima volta le vicinanze di Vicksburg ho pensato subito a quello che avresti dovruto fare, esattamente quello che hai poi fatto alla fine: marciare serratamente con le truppe, far funzionare le batterie con i trasporti, e quindi andare avanti indeffesamente.
Non ho mai avuto alcuna fede certa, tranne una generale speranza che tu sapessi compiere meglio di me quello che andava fatto, che la spedizione di Yazoo Pass, e simili, potesse avere successo. Quando sei giunto davanti all'avversario e hai portato a compimento la battaglia di Port Gibson, la battaglia di Grand Gulf e dintorni, ho pensato che avresti dovuto andare giù per il fiume e unirti a Banks; e quando hai virato a Nord-est nella battaglia di Big Black River Bridge, temevo fosse un errore. Ora desidero darti il riconoscimento personale del fatto che avevi ragione, e che io invece avevo torto.
Sinceramente vostro,
A. Lincoln»
Grant continuò a salvare le forze unioniste assediate nella battaglia di Chattanooga e poi rimpiazzò Henry Halleck come comandante generale dell'esercito statunitense, con il grado di Luogotenente generale recentemente riattivato.
Nonostante il suo ultimo e conclusivo successo nella vittoria finale gli storici hanno spesso considerato Vicksburg la sua campagna migliore: fantasiosa, audace, implacabile e un capolavoro di "guerra di movimento". James M. McPherson definì Vicksburg "la più brillante e innovativa campagna della guerra civile"; Thomas Harry Williams la descrisse come "una delle campagne classiche della guerra civile e, in verità, dell'intera storia militare"; il Field Manual 100–5 dell'United States Army del maggio 1986 l'ha definita "la più brillante campagna mai combattuta e condotta positivamente sul suolo americano".

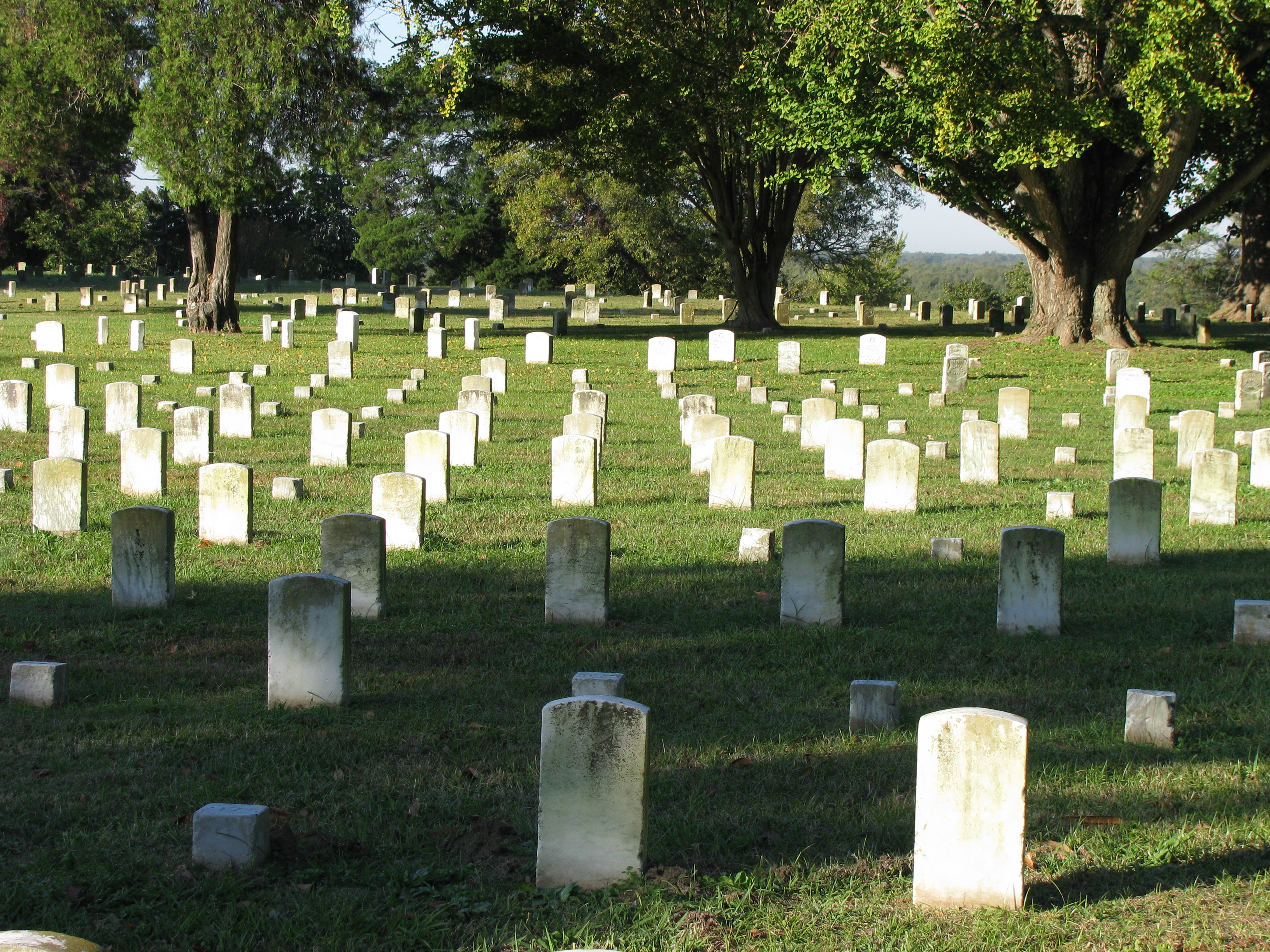
Il cimitero al "Vicksburg National Military Park".

Lo storico Steven E. Woodworth scrisse che Pemberton "aveva un forte diritto ad ottenere il titolo di uomo più odiato del Sud, certamente il più odiato tra quelli che indossavano una divisa confederata". Vi furono accuse sul fatto che erano state fornite scorte adeguate e che fu solamente il suo alto tradimento a causare la resa; persino il suo amico Richard Taylor scrisse a conflitto terminato che gran parte della popolazione credeva che "si fosse unito al Sud con il preciso scopo di tradirlo, e questo era chiaramente dimostrato dal fatto che si arrese il 4 luglio, un giorno sacro per gli Yankee".
La colpa per aver perso Vicksburg è caduta non solo su John Pemberton, ma anche sull'eccentrico Joseph E. Johnston. Jefferson Davis commentò a riguardo della sconfitta: "sì, da una mancanza di provviste all'interno e da un generale esterno che non avrebbe combattuto". Soldati angosciati e civili affamati nel corso dell'assedio speravano che sarebbe venuto in loro aiuto, ma lui non lo farà mai.
Le accuse di vigliaccheria che lo avevano perseguitato fin dalla Campagna peninsulare del 1862 continuarono a seguirlo anche nel corso della Campagna di Atlanta del 1864 contro Sherman; tuttavia Johnston era in netta inferiorità numerica. Mentre era uno dei pochi generali confederati che Grant rispettava; si trovava difatti al di sopra di qualsiasi generalizzazione.

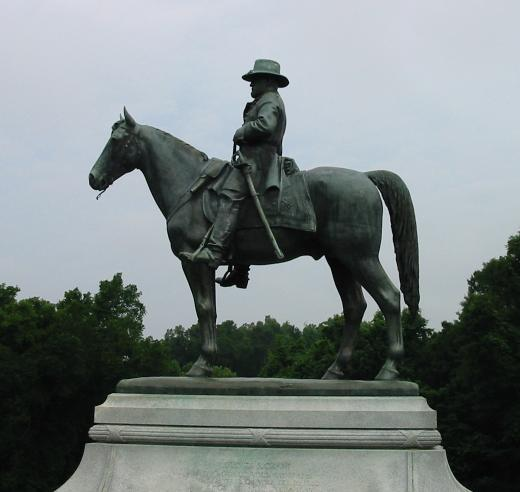
Statua equestre raffigurante Ulysses S. Grant al Vicksburg National Military Park.

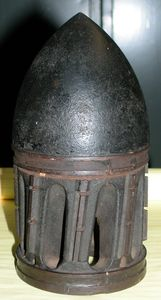
Un esempio di proiettile di cannone utilizzato nel corso della Campagna.

### Memorie e risorse primarie
- Grant, Ulysses S.  Personal Memoirs of U. S. Grant.. 2 vols. Charles L. Webster & Company, 1885–86. ISBN 0-914427-67-9.
- U.S. War Department,  The War of the Rebellion.: a Compilation of the Official Records of the Union and Confederate Armies. Washington, DC: U.S. Government Printing Office, 1880–1901.
- Organization of the Department of the Tennessee, Major General Ulysses S. Grant, U. S. Army, commanding, April 30, 1863: Official Records, Series I, Volume XXIV, Part 3, pages 250-259..

### Altre letture
- Bearss, Edwin C. Receding Tide: Vicksburg and Gettysburg: The Campaigns That Changed the Civil War. Washington, DC: National Geographic Society, 2010. ISBN 978-1-4262-0510-1.
- Groom, Winston. Vicksburg, 1863. New York: Knopf, 2009. ISBN 978-0-307-26425-1.
- Huffstodt, James. Hard Dying Men: The Story of General W. H. L. Wallace, General Thomas E. G. Ransom, and the "Old Eleventh" Illinois Infantry in the American Civil War (1861–1865). Bowie, MD: Heritage Press. ISBN 1-55613-510-6.
- Smith, Timothy B. Champion Hill: Decisive Battle for Vicksburg. El Dorado Hills, CA: Savas Beatie, 2004. ISBN 1-932714-00-6.
- Winschel, Terrence J. Triumph & Defeat: The Vicksburg Campaign. Campbell, CA: Savas Publishing Company, 1999. ISBN 1-882810-31-7.
- Woodworth, Steven E..ed. Grant's Lieutenants: From Cairo to Vicksburg. Lawrence: University Press of Kansas, 2001. ISBN 0-7006-1127-4.
- Woodworth, Steven E.. Nothing but Victory: The Army of the Tennessee, 1861–1865. New York: Alfred A. Knopf, 2005. ISBN 0-375-41218-2.